# Manhattan
Vous lisez un « bon article » labellisé en 2008.
Pour les articles homonymes, voir Manhattan (homonymie).
Manhattan (prononcé en anglais [mænˈhætən] et en français [ma.na.tan]) est l'un des cinq arrondissements (en anglais : borough) de la ville de New York, les quatre autres étant le Bronx, Queens, Brooklyn et Staten Island. Le sud de l'île de Manhattan constitue le cœur historique de la ville de New York. L'arrondissement correspond en majeure partie à l'île de Manhattan, d'une superficie de 56,98 km2, entourée par le fleuve Hudson à l'ouest, l'Upper New York Bay au sud, l'East River à l'est et la Harlem River au nord.
L'arrondissement de Manhattan coïncide avec le comté de New York (en anglais : New York County), découpage administratif de l’État de New York, mais ce dernier ne fonctionne pas comme un comté à proprement parler, puisqu'il n'a aucun pouvoir et dépend entièrement de l'autorité municipale.
En 2017, sa population est de 1 694 251 habitants et sa densité très supérieure à celle de tout autre comté des États-Unis. Manhattan est mondialement célèbre pour ses gratte-ciel et son activité trépidante. Manhattan est le cœur économique et financier de la ville, bâti autour de Wall Street qui accueille le New York Stock Exchange, ainsi que Midtown, qui compte plusieurs sièges sociaux d'entreprises comme la Time Warner, Bloomberg LP et MetLife. Il s'agit également du centre culturel de New York, avec ses institutions renommées comme le Metropolitan Museum of Art, le musée américain d'histoire naturelle et le Museum of Modern Art (MoMA) et le fameux quartier des théâtres de Broadway. La plupart des gratte-ciel les plus célèbres sont également situés dans ce quartier, avec notamment l'Empire State Building, le Chrysler Building, le Comcast Building et le One World Trade Center, symbole de la puissance économique et du renouveau du World Trade Center détruit lors des attentats du 11 septembre 2001.
Cette densité urbaine, sa diversité et sa qualité morphologique et architecturale, la présence de musées d'importance internationale, en font l'arrondissement le plus touristique de la Big Apple et une destination de premier plan aux États-Unis. Manhattan est l'arrondissement le mieux desservi par le métro de New York : toutes les lignes y transitent, à l'exception de la ligne G.

## Histoire

### Manhattan dans l'histoire coloniale

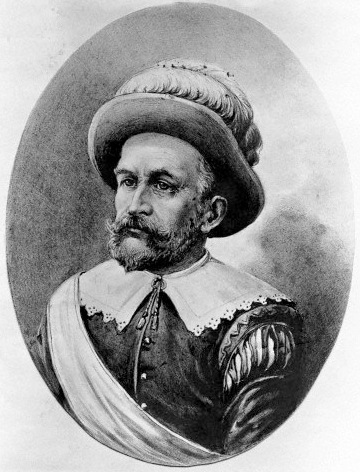
Pierre Minuit

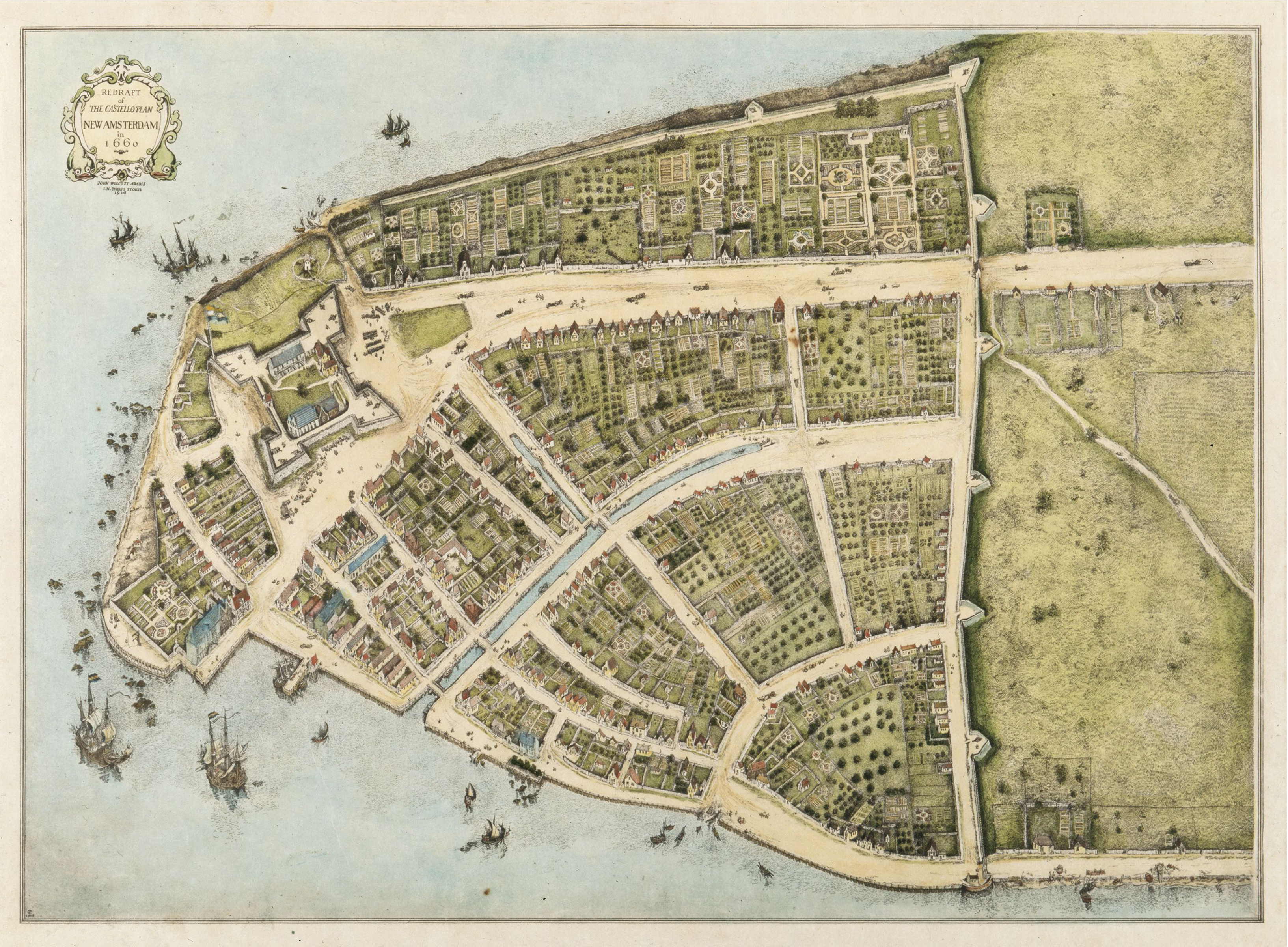
Plan de Manhattan en 1660 : le Castello Plan, reconstitué en 1916.

Le nom de « Manhattan » provient du lenape, l’une des langues de la famille de l'algonquin. Tout d'abord écrit Manna-hata, le nom signifiait probablement « île aux nombreuses collines ». Il apparaît pour la première fois en 1609 sur le journal de bord de Robert Juet, un membre de l'expédition néerlandaise d'Henry Hudson[source insuffisante] qui conduira à ouvrir la voie à une future immigration européenne et, plus tard, à la fondation de New York. En 1610, le nom Manahata apparaît à deux reprises, désignant les deux rives de la Mauritius River (le fleuve Hudson). Les Algonquins sont les plus anciens habitants connus de ce territoire. L'île fut colonisée sur l'ordre de la Compagnie néerlandaise des Indes occidentales et un fortin y est construit, le 2 février 1625,.
La colonie de La Nouvelle-Amsterdam naquit officiellement le 24 mai 1626 avec l'achat par Pierre Minuit du territoire à ses occupants (les Manhattes) pour quelques articles de verroterie et autres colifichets, d'une valeur de 60 florins (24 dollars actuels),. Pierre Minuit était le fils de calvinistes wallons de Tournai (actuelle Belgique), installés à Wesel (Rhénanie) où il naquit. La Compagnie néerlandaise des Indes occidentales l'envoie comme gouverneur de la colonie, où s'établissent de nombreux immigrants wallons d'où le toponyme néerlandais Waal Straat (Rue wallonne) devenu Wall Street. Pierre Minuit se distingue par son attention à préserver les intérêts des colons mais aussi ceux des Amérindiens.
Le 2 février 1653, la ville se constitua municipalité. La Nouvelle-Amsterdam se rendit aux Anglais en 1664. L'île fut officiellement cédée par les Hollandais aux Anglais par le traité de Bréda de 1667, qui mettait fin à la deuxième guerre anglo-néerlandaise. Elle fut aussitôt rebaptisée en l’honneur du duc d'York, le futur Jacques II d'Angleterre.
Pendant la troisième guerre anglo-néerlandaise la ville se rendit aux Hollandais en 1673 et fut rebaptisée La Nouvelle-Orange. En 1674 pendant les négociations de paix les Hollandais échangent la ville pour le Suriname. C’est l’un des douze comtés originaux de l'État — qui était à l'époque une province —, en 1683. À cette époque, il coïncidait avec la ville de New York et occupait l’île de Manhattan, comme aujourd’hui.

### Révolution américaine
Manhattan fut au cœur de la campagne de New York, une série de batailles importantes livrées au début de la guerre d'indépendance américaine. L'Armée continentale, vaincue sur Long Island, dut abandonner la ville aux Anglais, débarqués à Kips Bay le 15 septembre 1776 ; les Américains parvinrent cependant à se replier hors de Manhattan après la bataille de Harlem Heights. Placé sous l'autorité britannique, Manhattan devint le centre des opérations du royaume de Grande-Bretagne en Amérique du Nord jusqu'à la fin de la guerre. Cette période fut marquée par une catastrophe, le grand incendie de 1776, durant lequel un tiers de la ville fut détruit, soit 500 maisons. Elle s'acheva avec le retour de George Washington dans la ville, et le départ des forces britanniques, le 25 novembre 1783 : c'est l'Evacuation Day.
Entre le 11 janvier 1785 et l'automne 1788, New York devint la cinquième capitale des treize États confédérés depuis la signature des Articles de la Confédération, le 15 novembre 1777. Le Congrès continental était alors installé dans la Fraunces Tavern, située à Manhattan. Lors de l'entrée en vigueur de la Constitution américaine le 4 mars 1789, New York devint la première capitale des États-Unis. L'administration du pays s'installa alors au Federal Hall situé à Wall Street. L'année suivante, le congrès déménagea à Philadelphie le 12 août.

### Forte croissance duXIXesièclepuis duXXesiècle

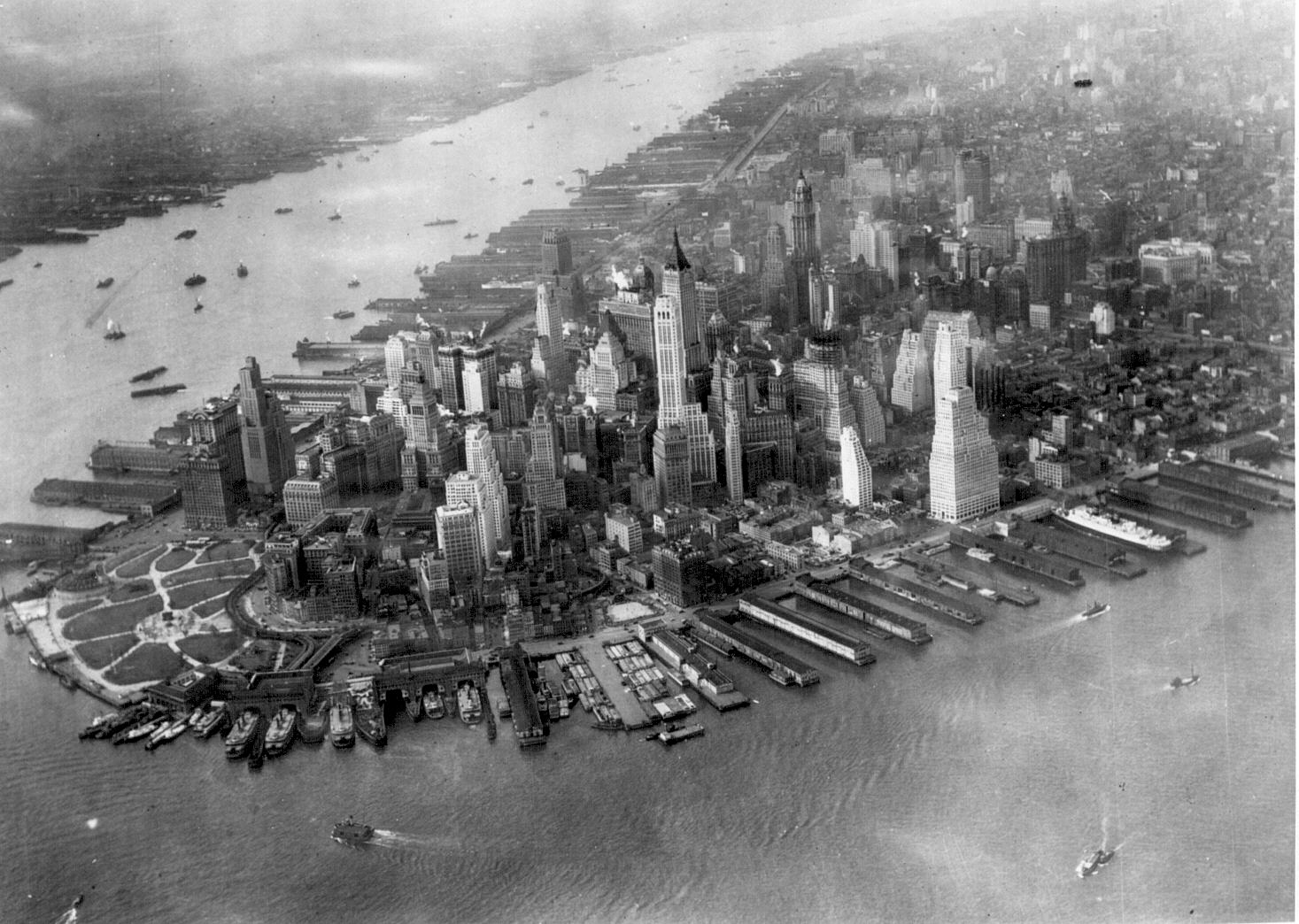
Vue aérienne de Manhattan en 1931.

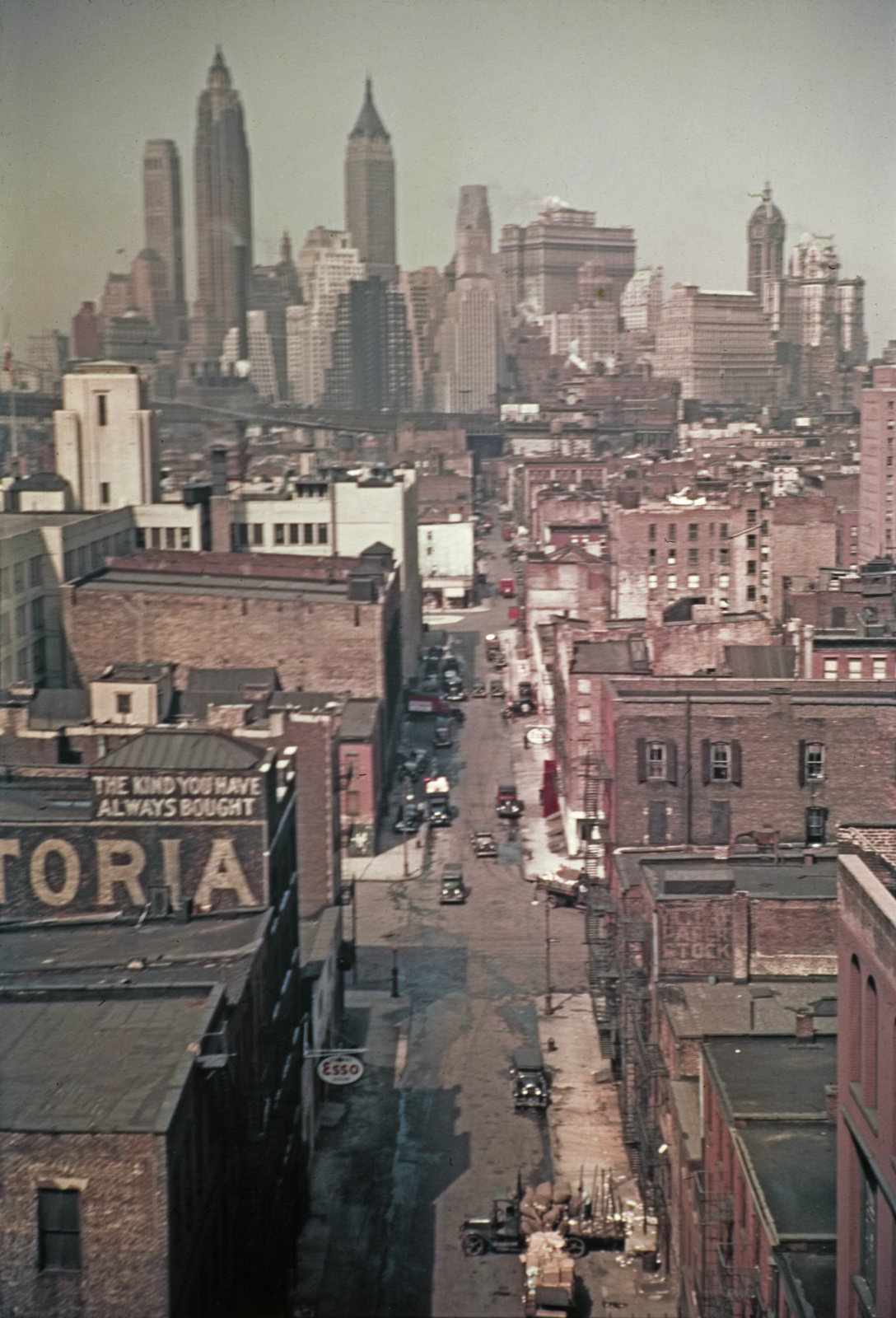
Manhattan en 1938.

Au cours du XIXe siècle, New York grandit et devient un centre économique, profitant, entre autres, de l'ouverture du canal Érié en 1825. En 1835, sa population dépasse celle de Philadelphie, ce qui en fait la plus grande ville du pays. Dans la seconde moitié du siècle, l'arrivée massive des immigrants, entrant par Ellis Island aux États-Unis, renforce la position de Manhattan. New York commence dès lors à s'étendre au-delà de l'île originelle. En 1874, une portion de ce qui est aujourd’hui le Bronx est rattachée au comté de New York, puis la totalité en 1895.
En 1898, la ville de New York (Manhattan et le Bronx) annexe Brooklyn, Queens et Staten Island. Le Bronx fait toujours partie du comté de New York. Le 1er janvier 1914, la Législature de l'État de New York crée le comté du Bronx, et le comté de New York est réduit à ses limites actuelles. L'apparition des autres arrondissements ne diminue pas le pouvoir grandissant de Manhattan, qui reste le véritable cœur de la ville. La construction de nombreux gratte-ciel dès le début du XXe siècle témoigne du dynamisme de l'arrondissement et accroît sa célébrité dans le monde entier. Il en va de même sur le plan culturel. Dans les années 1920, la Renaissance de Harlem fait de ce quartier de l'arrondissement, la « capitale mondiale de la culture noire ». Malgré les effets de la Grande Dépression, les années 1930 voient l'édification de plusieurs des plus grands gratte-ciel du monde, dont certains, comme l'Empire State Building ou le Chrysler Building, par leur célébrité, suffisent à symboliser New York.

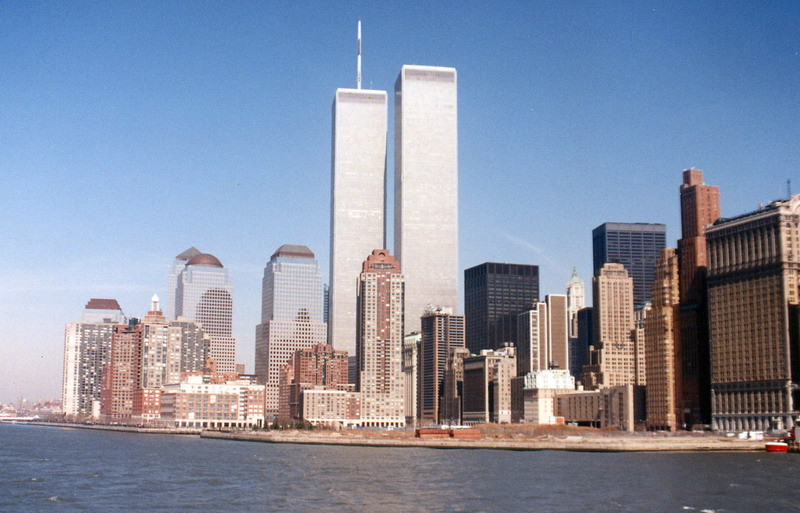
Le World Trade Center, symbole de la puissance de Manhattan et des États-Unis, de 1973 à 2001.

Dans les années 1970, Manhattan connaît une crise financière et démographique : les usines et les ateliers ferment, une partie de la population quitte le centre pour les banlieues ou pour la Sun Belt. Dans les années 1980, avec la renaissance de Wall Street, Manhattan effectue son retour en tant que centre mondial de l'économie et des finances. La forte baisse de la criminalité, entreprise durant les années 1990 et rendue possible par la politique de tolérance zéro du maire Rudy Giuliani, a contribué à changer le visage de nombreux quartiers de l'arrondissement. Depuis quelques années, on assiste ainsi à la mutation de plusieurs quartiers de Manhattan. Les anciens ateliers de textile ou les installations portuaires sont transformés en lofts ou en galeries d'art à SoHo, dans Midtown et autour du Lincoln Center. De nombreux blocs sont rénovés et réhabilités, y compris dans certains secteurs de Harlem ; cette reconquête du centre par les populations aisées entraîne un phénomène de gentrification, peu profitable aux plus défavorisés et qui peut menacer l'héritage culturel des quartiers, à l'instar du Lower East Side.
L'histoire récente de Manhattan est marquée par l'attaque terroriste du 11 septembre 2001 sur le World Trade Center, dont les conséquences ont été importantes pour l'arrondissement et ses habitants. Avec la chute des tours jumelles, la skyline de Manhattan a été totalement modifiée. Ground zero, situé au cœur du centre financier historique de Wall Street, accueille depuis 2011 plusieurs mémoriaux commémorant l'événement ainsi qu'une nouvelle tour, le One World Trade Center (541 mètres) achevée le 10 mai 2013. Il s'agit du plus haut bâtiment des États-Unis devant la Willis Tower (442 mètres) à Chicago.

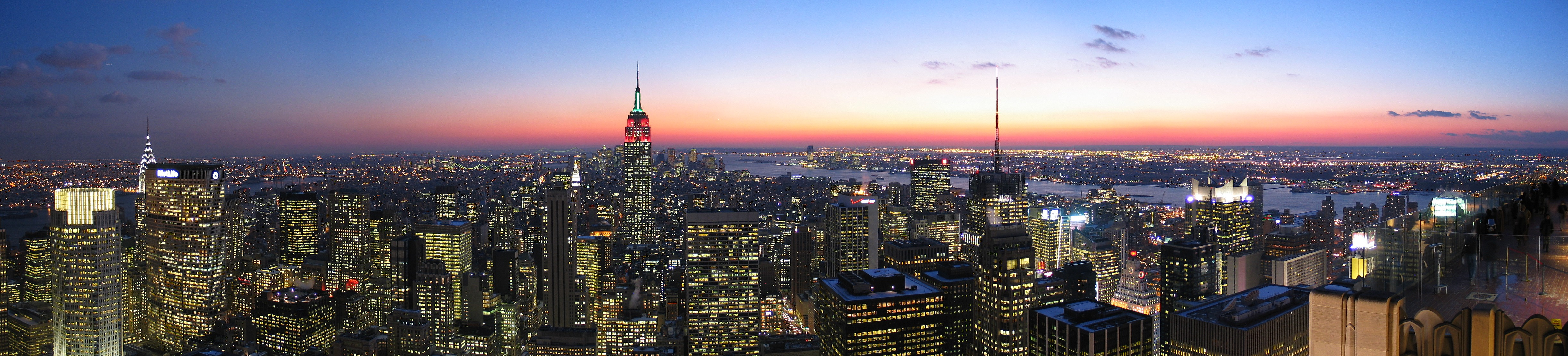
Vue panoramique de Manhattan prise depuis le Comcast Building.

## Géographie

### Données générales

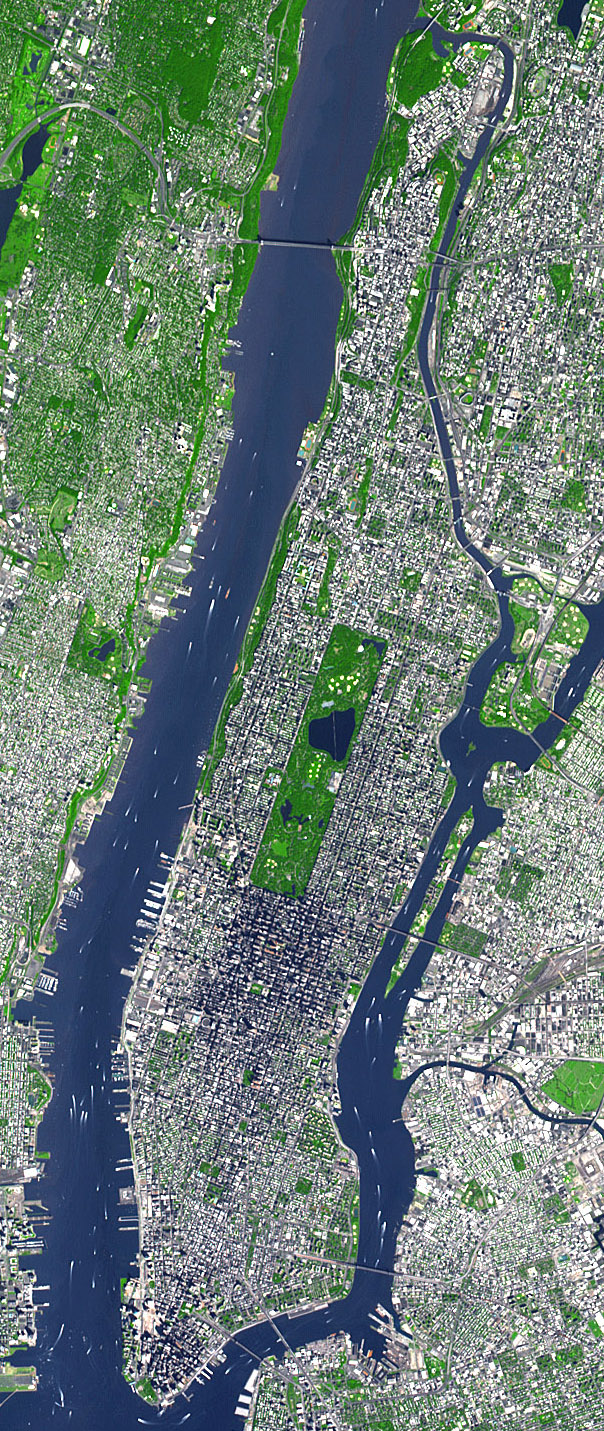
Image satellite de Manhattan.

Carte détaillée de l'île de Manhattan en 2023, d'OpenStreetMap.

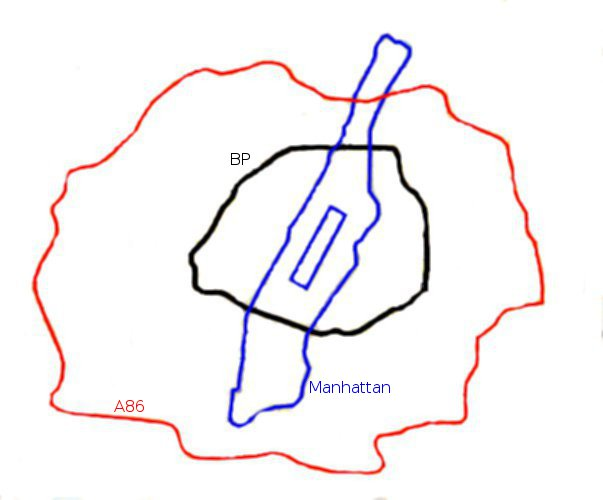
L'île de Manhattan comparée à Paris et sa proche banlieue (le boulevard périphérique en noir et l'A86 en rouge).

L'arrondissement de Manhattan a une superficie totale de 87,5 km2, dont 59,5 km2 de terres émergées et 28 km2 d’eau.
L'île de Manhattan est entourée par l'Hudson à l'ouest et l'East River à l'est. Elle couvre une superficie de 58,8 km2, mesure 21,6 km de long et atteint 3,7 km de largeur au niveau de la 14e rue. Au nord, la Harlem River la sépare du Bronx et du continent.
L'arrondissement comprend également d'autres îles, dont Randall's Island, Ward's Island et Roosevelt Island dans l'East River, ainsi que Governors Island et Liberty Island au sud dans la baie de New York. Il s'étend aussi sur une petite partie du continent, enclavée dans le Bronx : il s'agit du quartier de Marble Hill, qui faisait autrefois partie de l'île de Manhattan, mais qui fut séparé de celle-ci lors de la construction en 1895 du canal de Spuyten Duyvil Creek qui reliait l'Hudson à la Harlem River, puis rejoignit le continent lorsque le canal fut rebouché avant la Première Guerre mondiale.
En comparaison avec Paris intra-muros (sans les bois), l'île de Manhattan est plus petite en superficie (87 km2 contre 58,8 km2).
Manhattan repose sur de la roche très dure, du schiste, des quartz, des marbres. Ce sol est propice à la construction de gratte-ciel aux fondations solides.

### Une influence humaine marquée

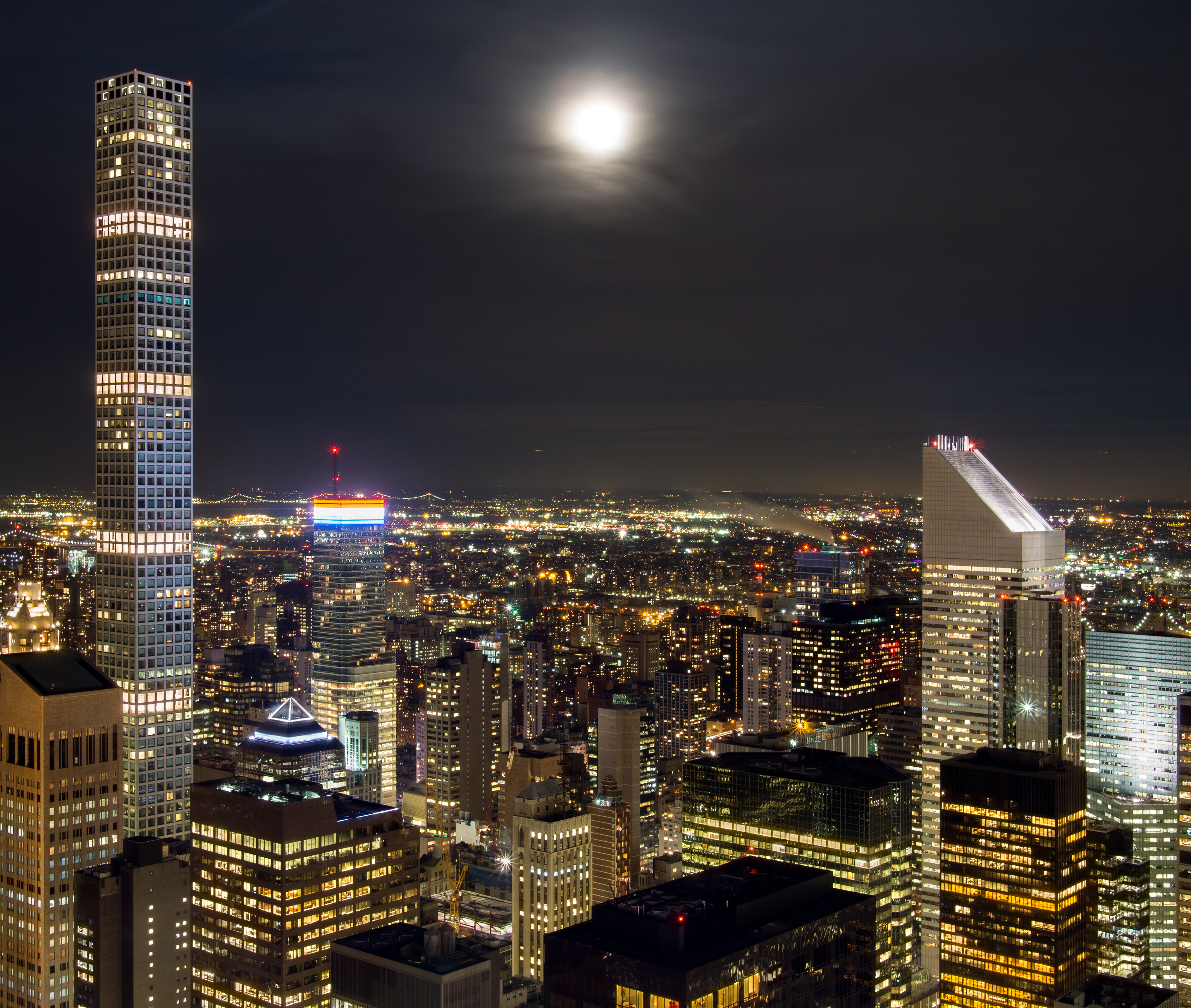
Manhattan, depuis le Rockefeller Center. Deux immeubles dépassent la ligne d'horizon : à gauche, le 432 Park Avenue, et à droite, le Citigroup Center. Janvier 2018.

L'exemple du quartier de Marble Hill, séparé de Manhattan depuis 1895, illustre bien l'impact de l'Homme sur la géographie de la baie de New York.
Depuis la colonisation hollandaise, Manhattan a connu de nombreuses revendications de terres, visant à gagner toujours plus de terrain par rapport aux limites imposées par les cours d'eau ou la mer. Ainsi, au début du XIXe siècle, du remblai fut utilisé afin d'agrandir le quartier de Lower Manhattan au niveau de la pointe sud de l'île, entre les limites naturelles de l'Hudson sur Greenwich Street jusqu'à West Street. Plus récemment, lors de la construction du World Trade Center, quelque 917 000 m3 de terre ont été excavés, puis réutilisés afin de construire Battery Park City. L'extension de 210 mètres sur le fleuve couvre 37 hectares, fournit 1,9 km de côte et environ 12 ha de parcs.
La Wildlife Conservation Society, qui gère notamment les zoos et aquariums de New York, a entrepris, à travers le Mannahatta Project, une simulation sur ordinateur présentant au public la biogéographie et l'écologie de Manhattan lorsque Henry Hudson la découvrit en 1609, et permettant de les comparer avec la situation actuelle de l'île, fortement artificialisée. Le National Geographic et l'université de l'Oregon accompagnent le portail internet Welikia (qui signifie « ma bonne maison » dans la langue lenape des Amérindiens qui vivaient là il y a quatre cents ans). Ce projet d'écologie rétrospective questionne la gestion actuelle de l'environnement. Il vise notamment à sensibiliser les New-Yorkais à la possibilité et à la nécessité de reconnecter les milieux naturels urbains entre eux et avec ce qui reste du monde sauvage et à rappeler ou préciser l'écopotentialité de la région.
Il semble en effet, selon les données réunies pour cette étude, qu'avec « plus de cinquante-cinq communautés écologiques différentes, la biodiversité mannahatta par acre rivalisait avec celle des parcs nationaux tels que Yellowstone, Yosemite et les Monts Great Smoky ! »,.

### Organisation cadastrale
Manhattan est globalement organisé selon un plan en damier hérité du Commissioners' Plan de 1811, qui proposait la création de seize avenues dans la direction nord/sud, entrecoupées par cent cinquante-cinq rues dans la direction est/ouest. Ce plan formé de rues perpendiculaires ne concerne pas l'ensemble de Manhattan, mais seulement la partie de l'île située au nord d'Houston Street, rue à partir de laquelle part la 1re rue. En outre, le plan n'est parfaitement respecté qu'à partir de la 14e rue étant donné que le Greenwich Village est situé dans un espace délimité par Houston Street et la 14e rue. Seule Broadway, qui traverse Manhattan du sud au nord s'intercale dans le plan hippodamien.
En ce qui concerne la numérotation des rues, elle est des plus simples dans ce système cadastral : les avenues sont numérotées de 1 à 12 et de A à D avec parfois des noms annexes (Lexington Avenue, Park Avenue) alors que les rues sont numérotées de 1 à 220. Globalement, les rues possèdent une largeur de 18 mètres, et 61 mètres séparent les différentes rues parallèles. Quinze rues possèdent le statut différent de Crosstown Streets (la 34e Rue, 42e Rue, 59e Rue), en raison de leur fréquentation plus importante ; elles sont en conséquence plus larges (30 mètres).

### Climat

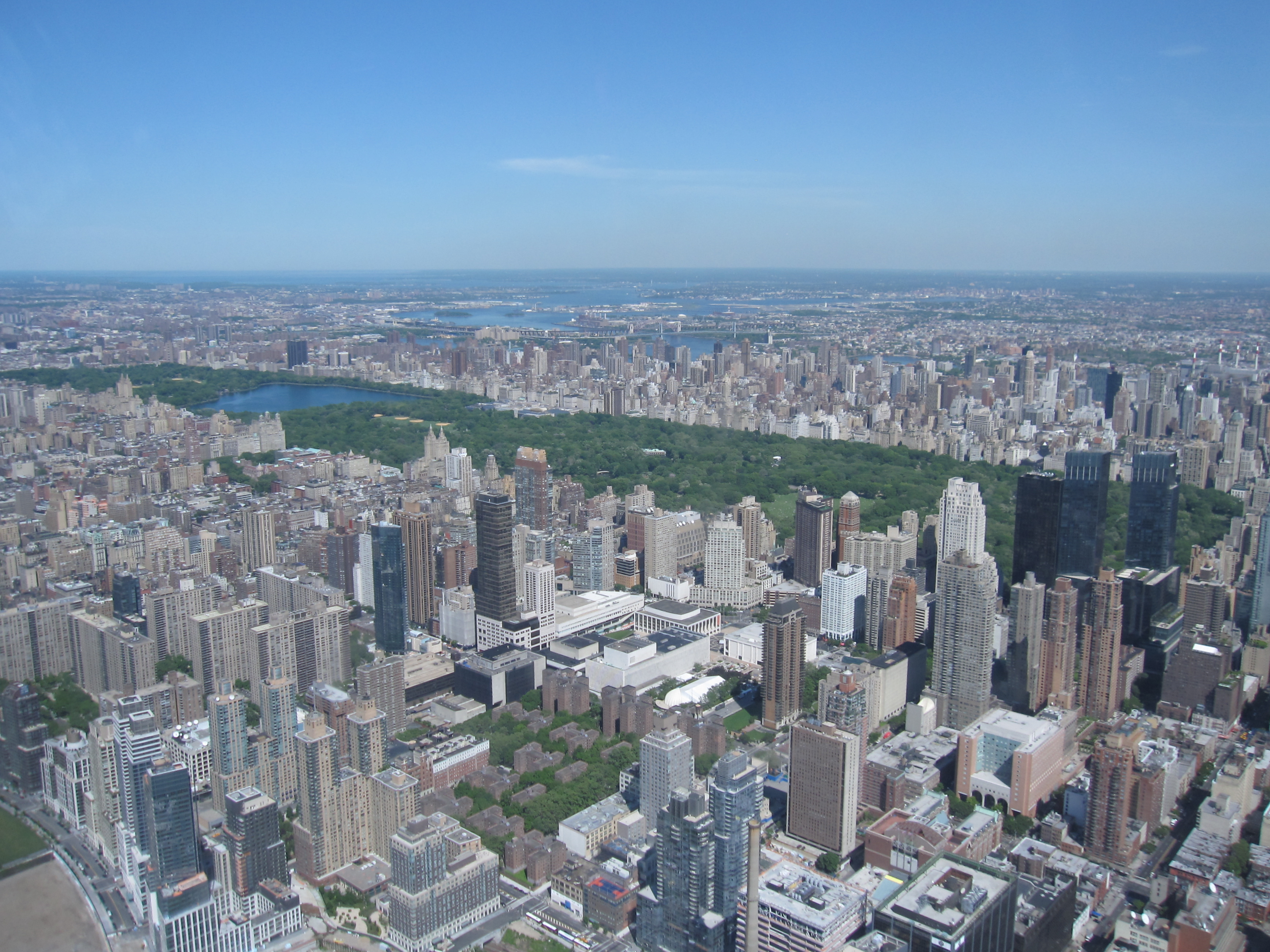
Vue sur Central Park, le poumon vert de Manhattan.

Bien qu'étant située à la même latitude que les villes européennes les plus chaudes, comme Naples ou Madrid, New York, et en particulier Manhattan, possède un climat continental humide. Il résulte d'une combinaison de vents dominants qui amènent de l'air frais en provenance de l'intérieur du continent nord-américain. La protection des Appalaches explique les températures hivernales plus douces que dans les régions situées sur le continent, ce qui limite la quantité annuelle de neige, généralement comprise entre 63,5 et 88,9 centimètres. En outre, il s'écoule en moyenne 220 jours entre les gelées saisonnières. En général, le printemps et l'automne sont doux, tandis que l'été est très chaud et humide, avec des températures de 32 °C ou plus enregistrées en moyenne entre 18 et 25 jours durant cette saison.
La météo et le climat de la ville à long terme sont influencés par l'oscillation atlantique multidécennale, cycle d'alternance entre chaleur et fraîcheur de l'océan Atlantique d'une durée de 70 ans, qui influence la fréquence et la violence des ouragans et autres tempêtes côtières de la région. Il arrive parfois que New York connaisse de longues périodes pluvieuses, ou au contraire de longues sécheresses.
Les records de température ont été enregistrés à Central Park au château du Belvédère le 9 juillet 1936 pour la température la plus haute (41 °C), et le 9 février 1934 pour la température la plus basse (−26 °C). Malgré tout, en août juin 2006, une température de 39 °C a été enregistrée, et en juillet 2011 le thermomètre a affiché jusqu'à 41 °C. Le plus bas atteint récemment remonte à janvier 2004, avec une température de −18 °C.
Du fait de l'orientation de 28,9 degrés du plan en damier se produit deux fois par an un phénomène surnommé Manhattanhenge (par analogie avec Stonehenge). Le 28 mai et le 12 juillet (dates de 2006), le lever et le coucher du soleil sont dans l’axe des rues, et l’on peut toujours observer le soleil dans la rue, malgré la présence des gratte-ciel,.
| Mois                              | jan. | fév. | mars | avril | mai | juin | jui. | août | sep. | oct. | nov. | déc. | année |
| --------------------------------- | ---- | ---- | ---- | ----- | --- | ---- | ---- | ---- | ---- | ---- | ---- | ---- | ----- |
| Température minimale moyenne (°C) | −4   | −3   | 1    | 6     | 12  | 17   | 20   | 19   | 15   | 10   | 5    | −1   | 8     |
| Température maximale moyenne (°C) | 3    | 4    | 10   | 15    | 21  | 26   | 29   | 28   | 24   | 18   | 12   | 6    | 17    |
| Précipitations (mm)               | 86   | 84   | 99   | 102   | 112 | 95   | 112  | 104  | 99   | 91   | 127  | 99   | 1 124 |

### Comtés adjacents
- Comté de Bergen, New Jersey – ouest/nord-ouest ;
- comté de Hudson, New Jersey – ouest/nord-ouest ;
- comté de Bronx, New York (Bronx) – nord-est ;
- comté de Queens, New York (Queens) – est/sud-est ;
- comté de Kings, New York (Brooklyn) – sud-est ;
- comté de Richmond, New York (Staten Island) – sud-ouest.

### Quartiers

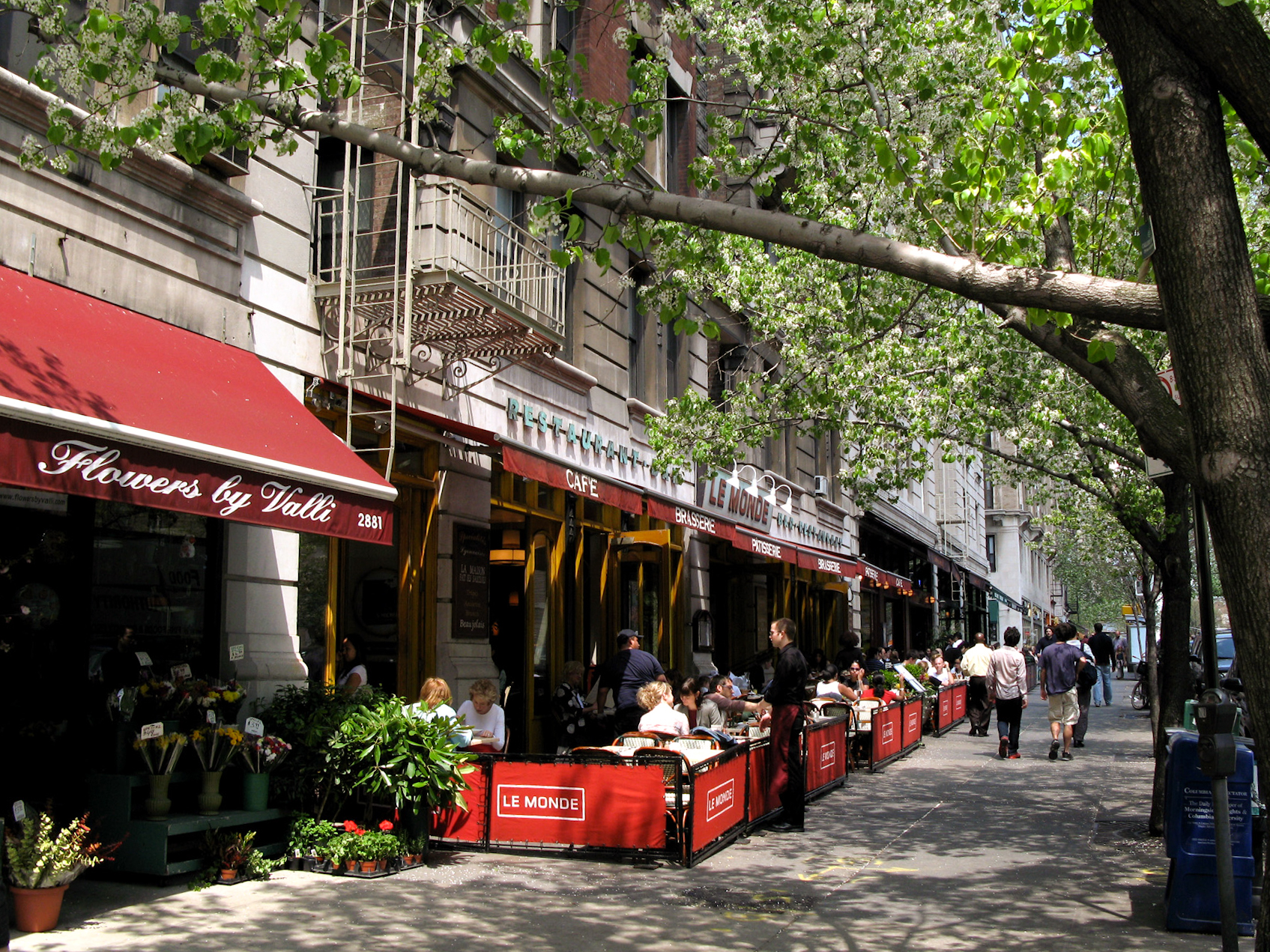
Un café à Morningside Heights, sur Broadway, entre la et la.

On distingue souvent trois zones principales à Manhattan (du sud vers le nord) :
- Downtown : le cœur historique de New York, dans le Sud de l'île. Elle comprend le quartier d'affaires de Financial District avec la bourse de Wall Street ainsi que les quartiers de Chinatown et SoHo. C'est dans l'extrême sud de Manhattan que s'élevait les tours jumelles du World Trade Center avant les attentats du 11 septembre 2001 et qui comprend maintenant le nouveau complexe du WTC avec la tour la plus haute du continent américain, le One World Trade Center.
- Midtown : le plus important quartier d'affaires des États-Unis. On le fait généralement commencer dans le Sud à la 14e Rue et terminer à la limite sud de Central Park dans le Nord. La partie la plus dense et la plus caractéristique du quartier se trouve dans le Nord, à partir de la 31e et surtout de la 42e Rue, où se trouve Grand Central Terminal, la principale gare de l'île pour les trains de banlieue ;
- Uptown : les quartiers au nord, à l'ouest et à l'est de Central Park, le principal espace vert de l'arrondissement. C'est un espace majoritairement résidentiel (Upper East Side, Upper West Side, Harlem…).

La Cinquième Avenue, axe majeur de la ville, délimite les côtés est et ouest de l'arrondissement.
Les nombreux quartiers de Manhattan ne répondent à aucune convention particulière. Certains sont géographiques, comme l'Upper East Side, d'autres décrivent une réalité ethnique, comme Chinatown ; certains sont des acronymes, comme Tribeca (« TRIangle BElow CAnal Street ») ou SoHo (« SOuth of HOuston »), ou NoLIta (« NOrth of Little ITaly »). Harlem doit son nom à la ville d'Haarlem aux Pays-Bas. Ils dévoilent toute la diversité de Manhattan : le Lower East Side et East Village ont été longtemps associés à une « subculture bohème ». Chelsea est le quartier de la vie artistique et nocturne du borough. Washington Heights est habité par des immigrants de République dominicaine. Chinatown est, avec plus de 150 000 habitants, la plus grande concentration de Chinois du monde occidental. L'Upper West Side est souvent défini comme un quartier intellectuel et créatif tandis que l'Upper East Side, l'un des quartiers les plus riches des États-Unis, est caractérisé comme conservateur,.

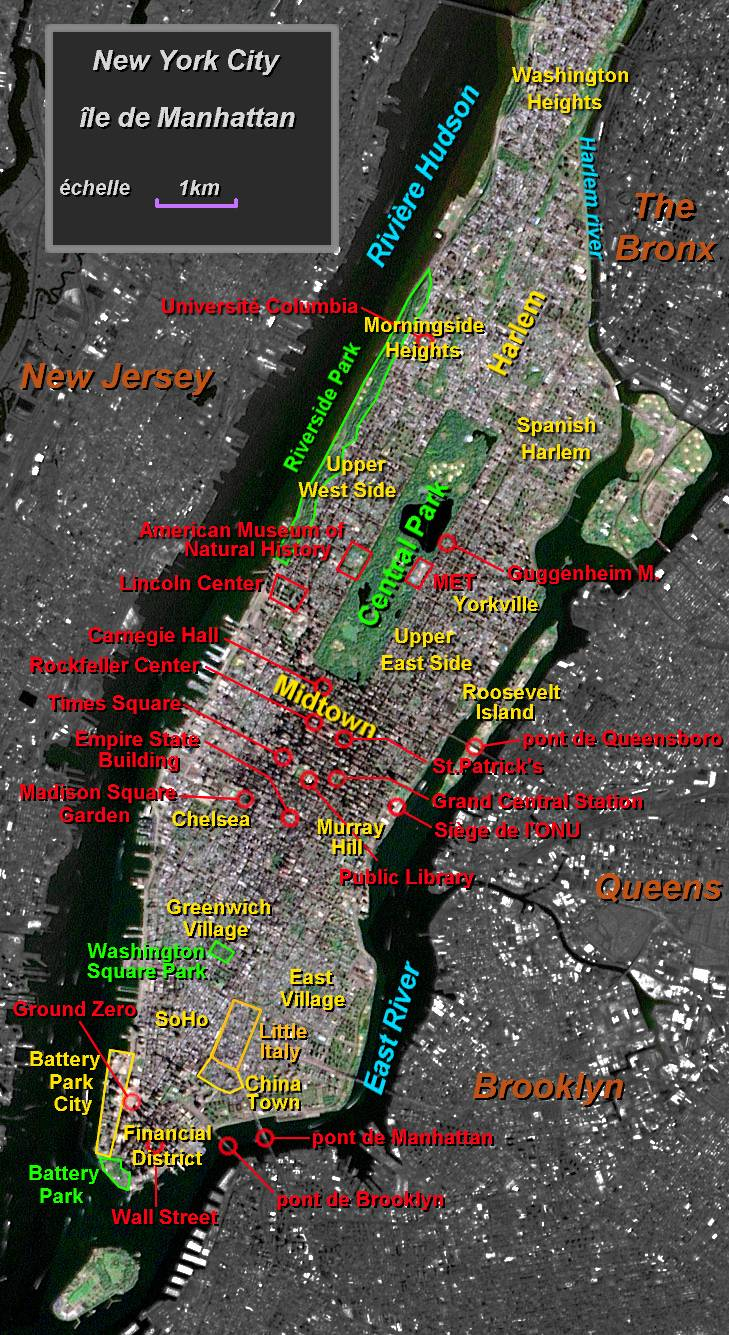
Carte de Manhattan.

### Projets d'aménagements et de protection contre la mer
La partie basse de l'île (Lower Manhattan) abrite un centre financier mondial, et elle joue un rôle clé pour le transport dans l'île.
Elle a été inondée lors de l'ouragan Sandy en 2012 et les climatologues annoncent un risque d'inondations quotidiennes avant 2100 si rien n'est fait.
En 2019, un plan de 500 millions de dollars vise à fortifier le littoral de l'île (qui est artificiel, il s'agit d'une extension de l'île naturelle, faite du sable et des matériaux issus du creusement de fondations et de travaux).
Le 14 mars, 2019, le maire Bill de Blasio a annoncé que la ville allait chercher 10 milliards de dollars de fonds publics (fédéraux et étatiques) et privés pour créer une zone-tampon artificielle. Ce nouveau remblai, qui vise à faire face aux risques cumulés induits par le dérèglement climatique et la montée de la mer, serait surélevé, fait de sable et gravats empiétant sur l'East River, pourrait s'étendre sur 150 m de large, et devra respecter la réglementation environnementale. Michael Oppenheimer (climatologue à l'Université de Princeton) estime qu'il pourrait s'agir d'une bande gérée comme un espace vert avec des parcs.

## Démographie
On assiste actuellement[Quand ?] à un baby boom à Manhattan : depuis 2000, le nombre d'enfants de moins de 5 ans y vivant a augmenté de plus de 32 %. Autre évolution, celle du Financial District : la population, qui baissait depuis 1950, est passé de 15 000 habitants à 30 000 habitants en 2005. Cette augmentation est due aux attaques terroristes du 11 septembre 2001, le départ de nombreuses entreprises ayant entraîné la reconversion des bureaux en appartements.
Selon le New York City Department of City Planning, 298 000 habitants supplémentaires devraient rejoindre l'arrondissement entre 2000 et 2030, ce qui représenterait une augmentation de 18,8 %, tandis que le reste de New York connaîtrait une augmentation de 12,7 % sur cette même période. Cette étude place Manhattan à la seconde place après Staten Island en ce qui concerne leur attractivité en tant que lieu de vie.
49,4 % de la population possèdent un niveau d'éducation supérieur ou égal au baccalauréat anglo-saxon. Le revenu par tête est de 42 922 $. Le revenu moyen par ménage est de 47 030 $. On assiste à des disparités fortes au sein du borough (arrondissement) entre les habitants de l'Upper East Side dont le revenu par tête s'élève à plus de 90 000 $, avec 20 % de la population qui vit en dessous du seuil de pauvreté, dont 31,8 % des moins de 18 ans, et 18,9 % des personnes âgées.
| Indicateur           | Manhattan | New York | États-Unis |
| -------------------- | --------- | -------- | ---------- |
| Hommes (%)           | 47,5      | 47,4     | 49,1       |
| Femmes (%)           | 52,5      | 52,6     | 50,9       |
| Âge médian           | 35,7      | 34,2     | 35,3       |
| Moins de 18 ans (%)  | 16,8      | 24,2     | 25,7       |
| 18-64 ans (%)        | 71        | 64,1     | 61,9       |
| 65 ans et + (%)      | 12,2      | 11,7     | 12,4       |
| Revenu/hab. ($)      | 42 922    | 22 402   | 21 587     |
| Taux de pauvreté (%) | 20        | 21,2     | 12,4       |

### Ethnicité et origines
Composition ethno-raciale en 2010, :
- Blancs non hispaniques (48,0 %)
- Hispaniques et Latinos (23,3 %)
- Asiatiques (11,2 %)
- Noirs (12,9 %)
- Métis (4,0 %)
- Autres (0,6 %)

L'arrondissement de Manhattan constitue le secteur le plus densément peuplé des États-Unis, avec 29 734 habitants au kilomètre carré. Il compte 1 611 581 habitants, 738 644 ménages et 302 105 familles selon le recensement de 2000. C'est en 1910 que le record historique de densité a été atteint, avec 46 428,9 habitants par kilomètre carré.
| Groupe                           | Manhattan | New York | États-Unis |
| -------------------------------- | --------- | -------- | ---------- |
| Blancs                           | 57,5      | 44,0     | 72,4       |
| Afro-Américains                  | 15,6      | 25,6     | 12,6       |
| Asiatiques                       | 11,3      | 12,7     | 4,8        |
| Autres                           | 11,1      | 13,1     | 6,4        |
| Métis                            | 4,0       | 4,0      | 2,9        |
| Amérindiens                      | 0,6       | 0,7      | 0,9        |
| Total                            | 100       | 100      | 100        |
|                                  |           |          |            |
| Hispaniques et Latino-Américains | 25,5      | 28,6     | 16,7       |

En ce qui concerne les origines nationales, 7,48 % des habitants sont des descendants d'Irlandais, 7,10 % d'Italiens, 6,63 % d'Allemands et 5,43 % d'Anglais.

### Religions

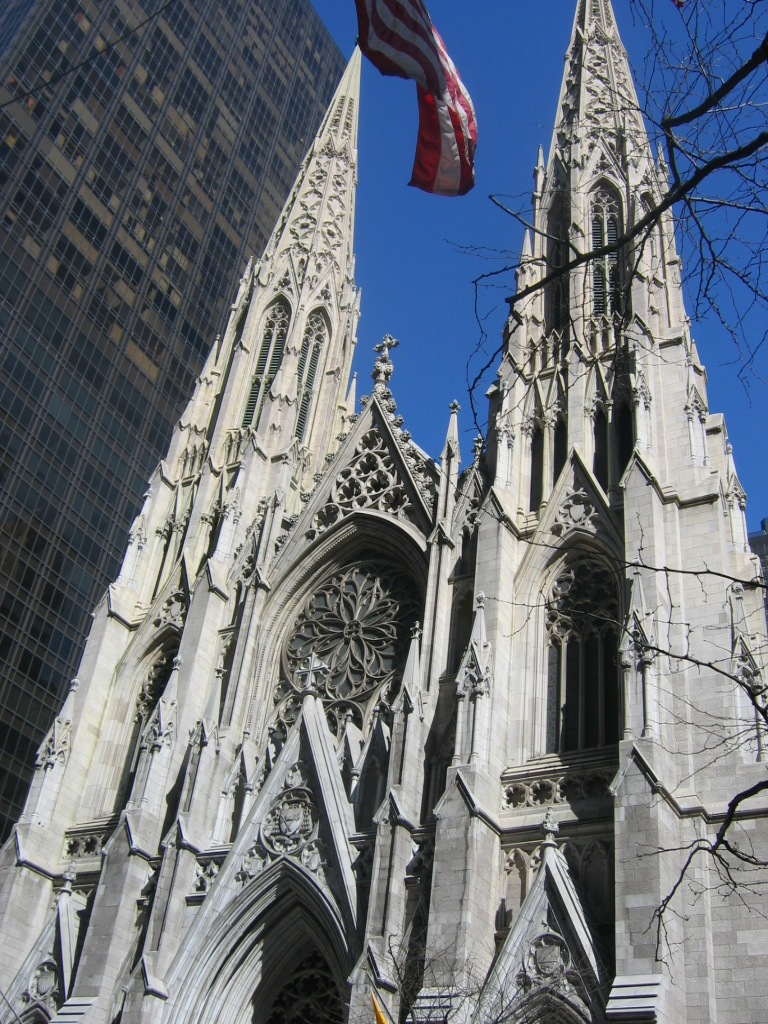
La cathédrale Saint-Patrick de New York.

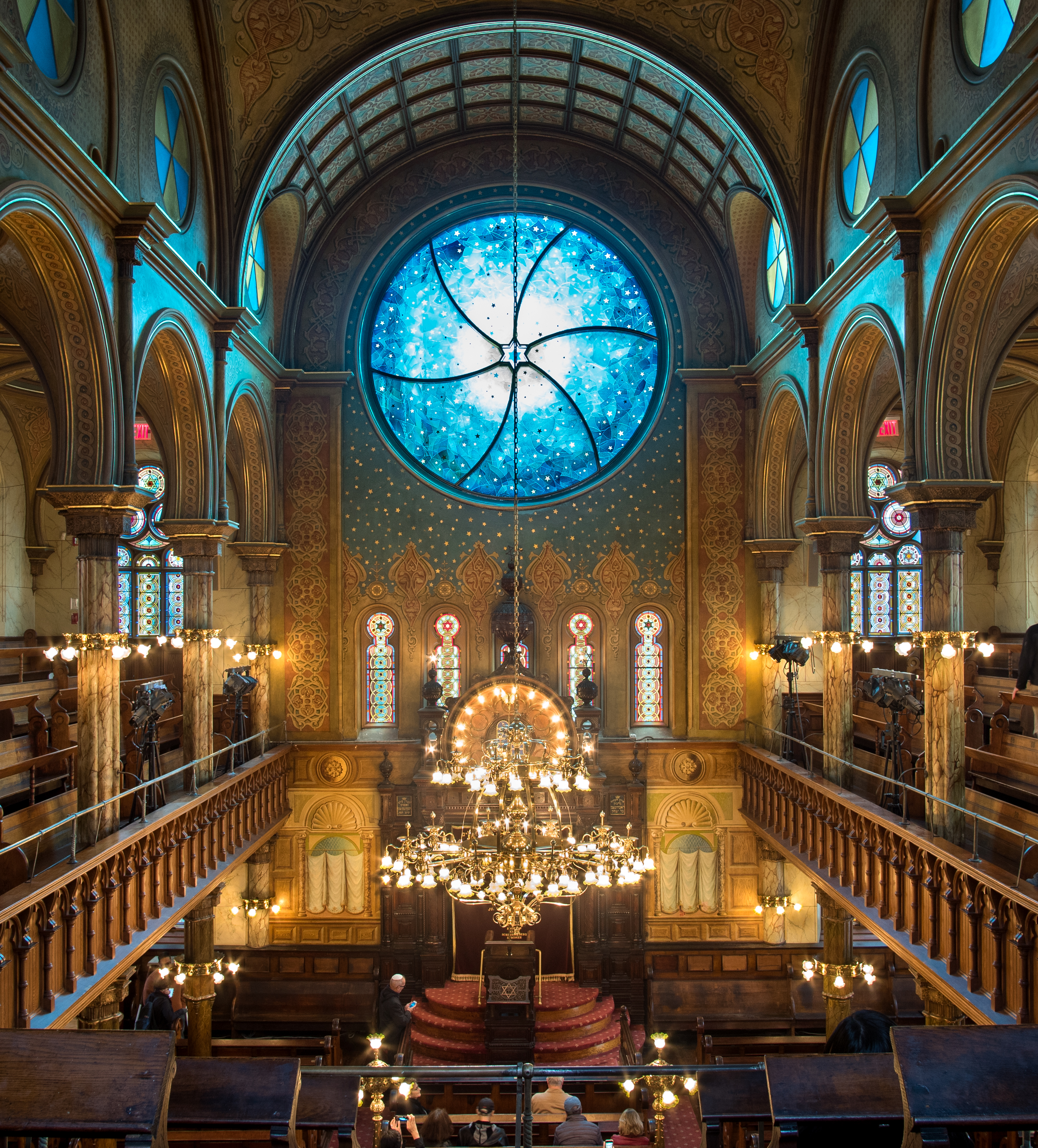
L'intérieur de la synagogue d'Eldridge Street, à Manhattan. Octobre 2018.

Selon l'Association of Religion Data Archives, 20,39 % de la population de Manhattan sont catholiques, 10,56 % appartiennent à une dénomination protestante, 6,25 % sont juifs et 6,82 % appartiennent à une autre religion (55,98 % de la population ne revendiquent aucune appartenance religieuse).
L'Église catholique compte 564 505 fidèles à Manhattan, soit plus de 36 % de la population, et y possède 110 paroisses. Les juifs forment le second groupe religieux de l'arrondissement avec 314 500 personnes (20,5 %) et 102 congrégations. Les protestants sont 139 732 (9,1 %) et les musulmans 37 078 (2,4 %).
La cathédrale Saint-Patrick de New York, située à Midtown, est la plus grande cathédrale néogothique d'Amérique du Nord, et la plus ancienne église catholique de New York. C'est le siège de l'archidiocèse de New York depuis 1879 ; elle a remplacé à cette date la St. Patrick's Old Cathedral. La cathédrale Saint-Jean-le-Théologien de New York, plus grande cathédrale du monde, est le siège du diocèse de New York de l'Église épiscopalienne des États-Unis. L'Église baptiste abyssinienne est une célèbre église d'Harlem. La Riverside Church, église baptiste, est connue pour son architecture néogothique et pour les discours qui y ont été prononcés par des personnalités telles que Martin Luther King.
La synagogue d'Eldridge Street est l'une des plus anciennes des États-Unis. Le Centre culturel islamique de New York est le plus grand lieu de culte musulman de New York. Caractérisée par son style architectural moderne, elle se trouve sur la Troisième Avenue entre la 96e et la 97e rue.

### Langues
| Langues            | Manhattan | New York | États-Unis |
| ------------------ | --------- | -------- | ---------- |
| Anglais            | 59,73 %   | 50,96 %  | 78,95 %    |
| Espagnol           | 22,50 %   | 24,56 %  | 13,05 %    |
| Chinois            | 5,32 %    | 5,92 %   | 1,05 %     |
| Français           | 2,36 %    | 1,11 %   | 0,43 %     |
| Coréen             | 0,89 %    | 0,97 %   | 0,38 %     |
| Russe              | 0,82 %    | 2,49 %   | 0,30 %     |
| Japonais           | 0,75 %    | 0,28 %   | 0,15 %     |
| Hébreu             | 0,69 %    | 0,59 %   | 0,07 %     |
| Allemand           | 0,67 %    | 0,27 %   | 0,34 %     |
| Langues africaines | 0,65 %    | 1,07 %   | 0,33 %     |
| Italien            | 0,64 %    | 1,00 %   | 0,22 %     |
| Portugais          | 0,49 %    | 0,23 %   | 0,23 %     |
| Hindi              | 0,44 %    | 0,41 %   | 0,24 %     |
| Arabe              | 0,40 %    | 0,80 %   | 0,35 %     |
| Tagalog            | 0,40 %    | 0,64 %   | 0,56 %     |
| Polonais           | 0,27 %    | 0,70 %   | 0,19 %     |
| Autres             | 2,98 %    | 8,00 %   | 3,16 %     |

## Économie

### Un marché du travail unique

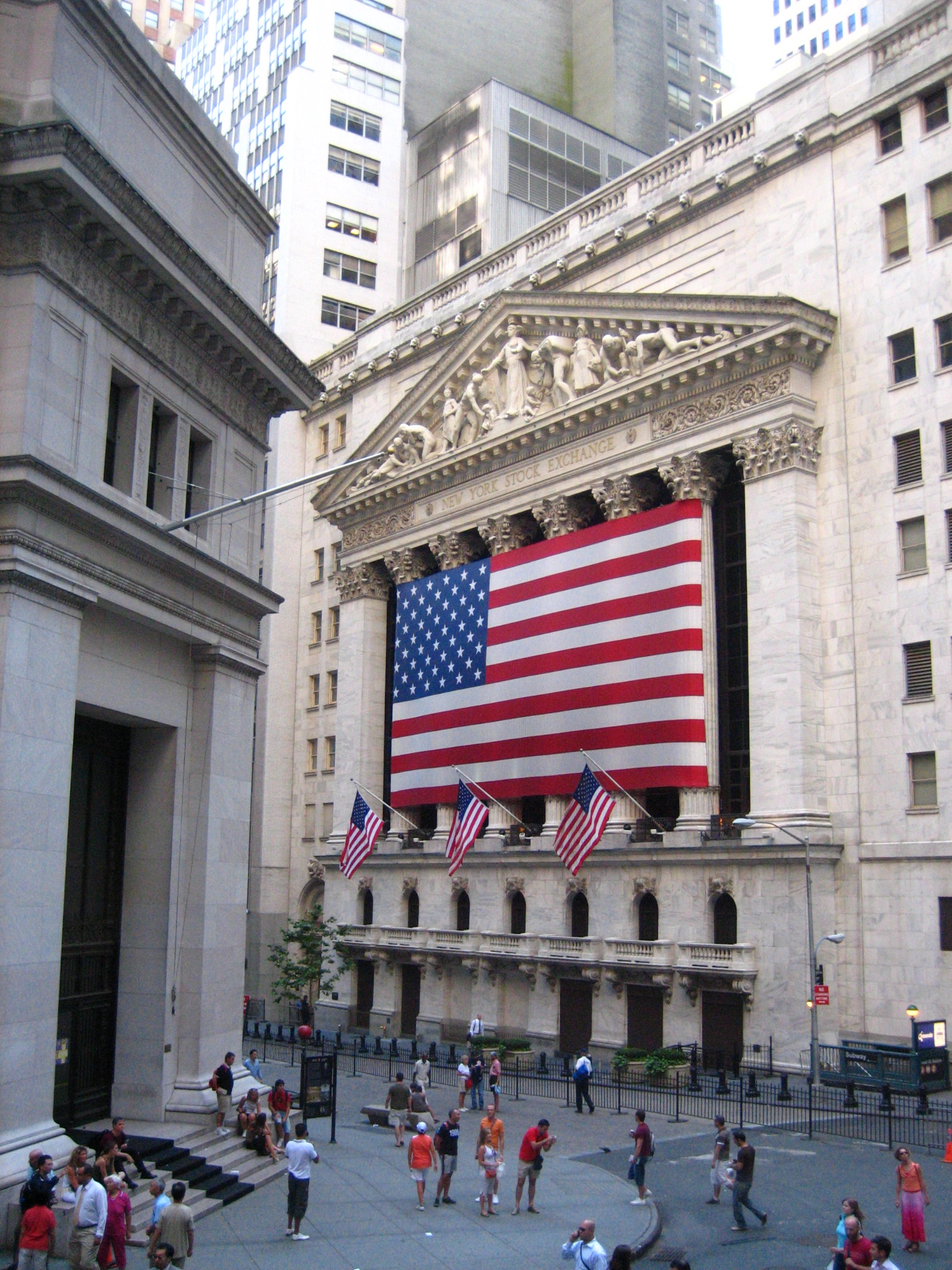
Façade du New York Stock Exchange sur Wall Street.

Manhattan est le centre économique de l'agglomération new-yorkaise : l'arrondissement regroupe 2,4 millions d'emplois, soit les deux tiers des emplois de la ville de New York. La population diurne de Manhattan s'élève à 2 874 000 personnes du fait de l'ajout de 1 337 000 banlieusards à la population résidentielle. Il s'agit du plus important afflux de population du pays ; il représente plus du triple de celui de Washington (district de Columbia) qui s'élève à 481 000 personnes,.
Des statistiques de 2006 montrent que le salaire hebdomadaire moyen des personnes travaillant à Manhattan s'élève à 1 453 $ ; c'est le plus élevé des 325 principaux comtés des États-Unis. La croissance de 7,8 % du salaire est la plus haute parmi les dix comtés principaux. Le secteur des services est le principal pilier de l'économie de l'arrondissement, qui compte néanmoins 39 800 actifs dans la fabrication et dans la construction. Le secteur de la santé représente 11,3 % des emplois.

### Un centre décisionnel de premier plan
Historiquement, la présence des grandes entreprises n'a pas empêché le développement des détaillants indépendants, néanmoins l'installation récente de magasins des grandes chaînes nationales est considéré par certains comme l'indice d'une homogénéisation de l'arrondissement en cours. Cependant, malgré cette tendance, certains quartiers de Manhattan sont toujours caractérisés par un nombre très important de détaillants, par exemple Little Italy ou Chinatown.

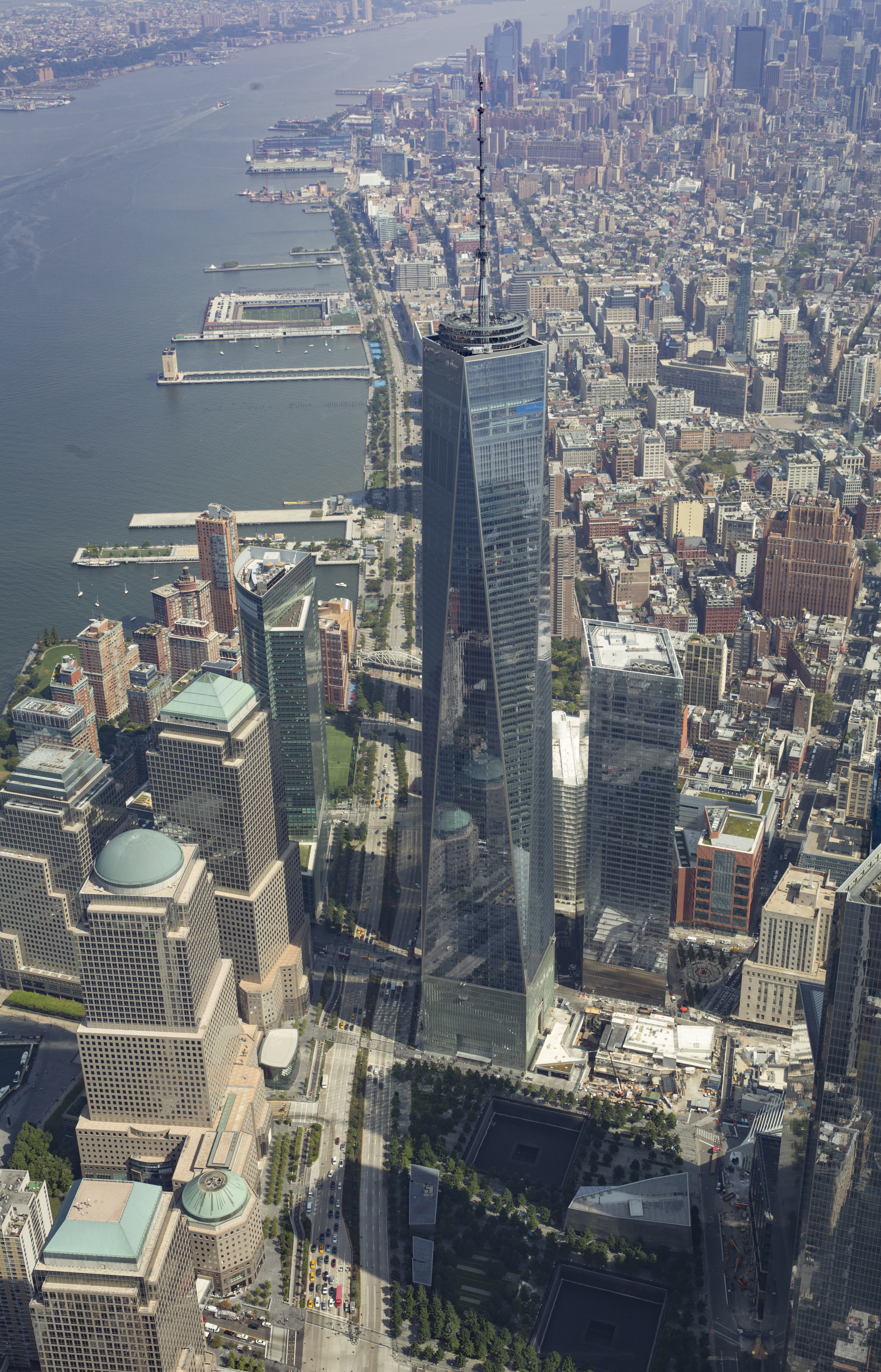
Le One World Trade Center et le World Financial Center, dans le quartier de Financial District.

Le secteur économique le plus important est celui des finances, que l'on désigne fréquemment par le terme Wall Street, du nom de la rue qui abrite les locaux du New York Stock Exchange (NYSE), la plus grande des bourses mondiales en termes de capitalisation. En outre, Manhattan accueille également le NASDAQ, Bourse où la plupart des entreprises technologiques et des start-up américaines sont cotées. Ainsi, en 2005, vingt-huit mille entreprises y étaient cotées pour une capitalisation de l'ordre de vingt-mille milliards de dollars. Mais le sud de Manhattan n'abrite pas que le NYSE : plusieurs très grandes entreprises du monde de la finance y possèdent leur siège comme American Express, Merrill Lynch ou Dow Jones. En outre, Lower Manhattan abrite également le complexe du World Financial Center, et de nombreux gratte-ciel abritent des sièges d'entreprises ou des bureaux comme le 40 Wall Street ou le 70 Pine Street qui renferme les bureaux de la compagnie d'assurances American International Group (AIG).
Le quartier de Midtown regroupe des sièges de banques, des centres commerciaux et culturels et reste un pôle de communication (éditeurs, chaînes de télévision, presse) majeur. Parmi les principaux sièges sociaux de ces secteurs, on peut citer les chaînes de télévision CBS, NBC et MTV, ou l'éditeur The New York Times Company. En matière de nouvelles technologies, Manhattan accueille les sièges de Verizon Communications et de Time Warner. New York abrite au total le siège de 22 des cinq cents plus grosses entreprises mondiales, c'est moins que Tokyo et que Paris, mais trois fois plus que Houston, deuxième ville des États-Unis dans ce domaine. Sept des huit agences de communication les plus importantes du monde ont Manhattan pour siège.
Madison Avenue est souvent employé métonymiquement pour désigner le secteur de la publicité dans le borough. La « Silicon Alley » est le technopôle de Manhattan et de New York en ce qui concerne le multimédia. Le quartier de Times Square, qui tire son nom du New York Times, est l'un des centres névralgiques du tourisme dans la ville, et accueille également des bureaux de nombreuses entreprises d'envergure internationale : le Condé Nast Building accueille le MarketSite du NASDAQ qui permet de consulter le cours des valeurs en temps réel sur des écrans, et l'agence de presse Reuters possède son propre immeuble, le Reuters Building.
Manhattan est la cible de fonds de pension pratiquant des ventes à la découpe, qui font monter les prix de l'immobilier.
Ainsi, le fonds de pension Westbrook a investi dans le quartier (en particulier à Lower East Side et East Village), suscitant l'opposition de certains habitants et faisant monter les prix de l'immobilier,,.

## Culture et société

### Manhattan dans New York

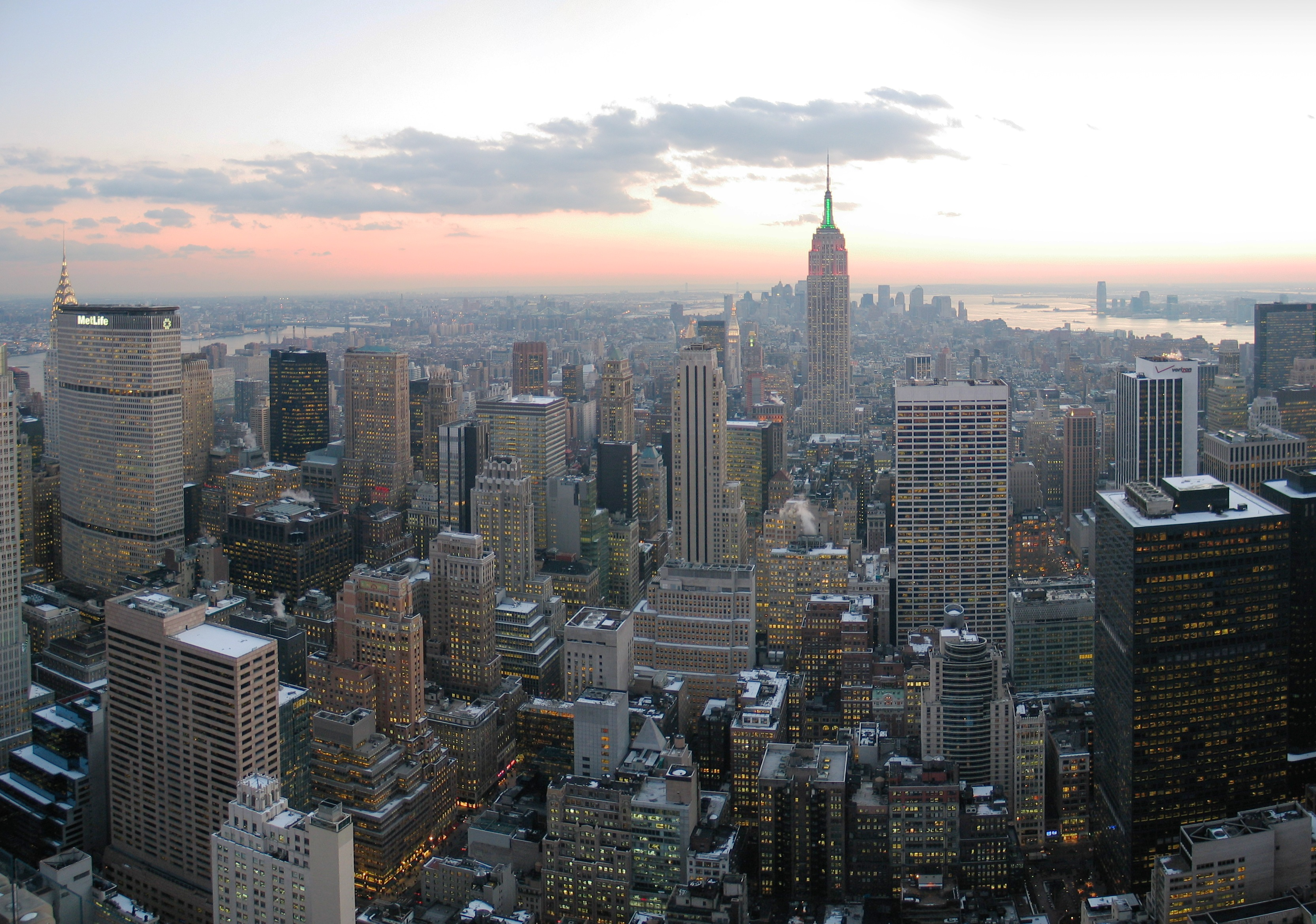
Manhattan, cœur économique et financier de la ville.

Manhattan est l'arrondissement le plus célèbre de la ville de New York : les personnes qui n'habitent pas dans la cité vont jusqu'à considérer que la ville est essentiellement composée de Manhattan. Cette tendance existe aussi chez les New Yorkais, puisque les résidents des autres arrondissements disent qu'ils « vont en ville » lorsqu'ils se dirigent vers Manhattan. Ceci montre toute l'importance culturelle du quartier : les autres arrondissements ne symbolisent pas autant New York car leur identité n'est pas aussi forte que celle de Manhattan. D'où parfois un certain sentiment d'infériorité de la part ce que l'on appelle parfois « les arrondissements extérieurs », mêlé de convoitise et de critique envers la prédominance de Manhattan. En contrepartie les habitants de Manhattan ont souvent fait preuve de désintérêt envers le reste de la ville depuis la consolidation (en), par exemple envers Brooklyn. Les relations sont parfois tendues entre les anciennes villes rivales : selon certains, la consolidation, en renforçant Manhattan dans son rôle central, a fait de Brooklyn un « désert culturel ». Avec l'essor de Brooklyn et des autres arrondissements depuis plusieurs décennies, ces distinctions ont tendance à s'amoindrir ; Manhattan reste cependant le cœur incontesté de New York.

### Monuments et lieux célèbres

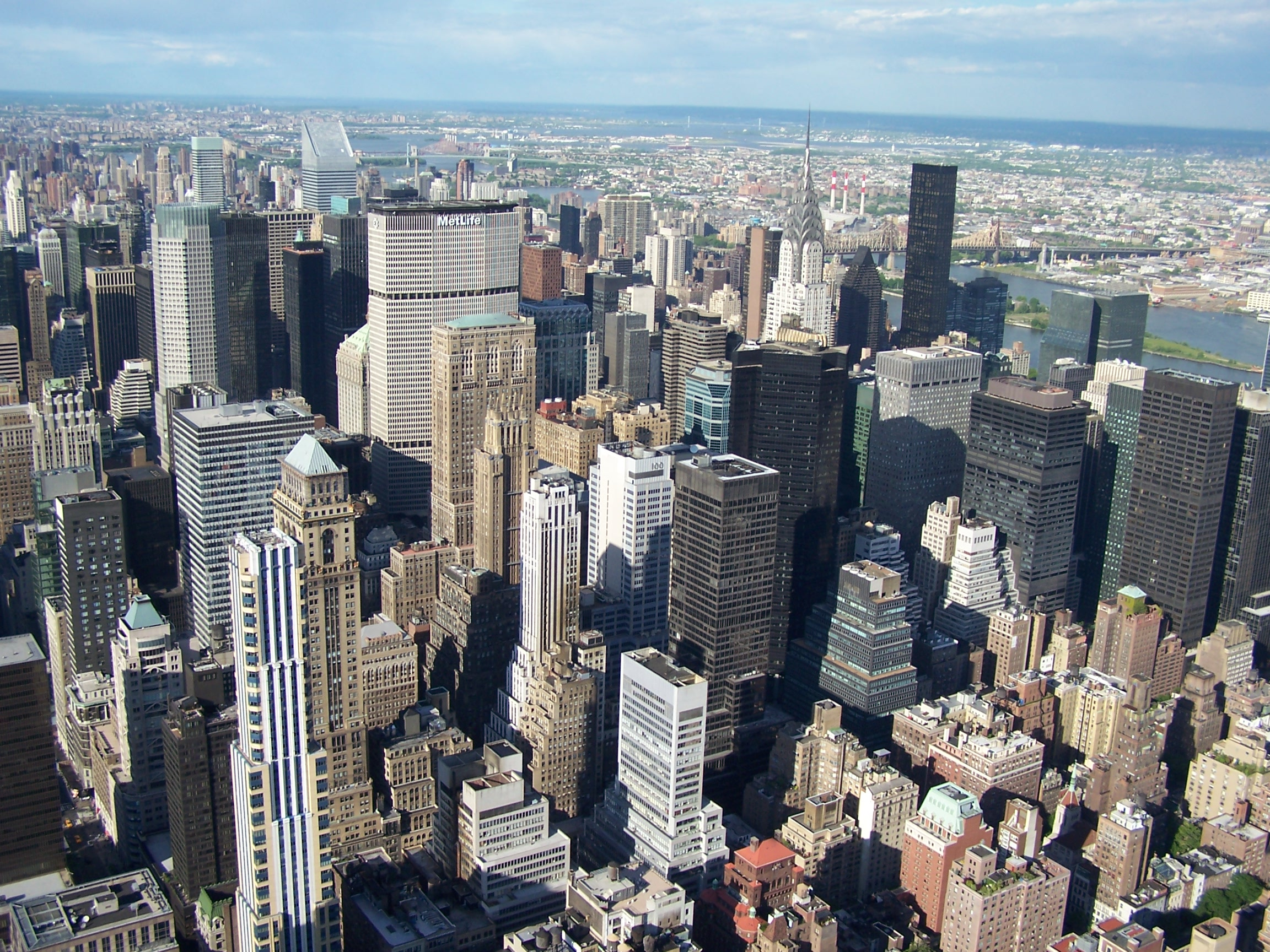
Le quartier de Midtown.

Le gratte-ciel est indissociable de l'identité de Manhattan depuis la fin du XIXe siècle. Les principaux gratte-ciel de New York se trouvent tous à Manhattan. De 1890 à 1973 les neuf plus hauts bâtiments du monde se trouvaient consécutivement à Manhattan. Durant les années folles, la même année voit trois gratte-ciel concourir au titre de plus haut building. L'Empire State Building fut le plus haut immeuble de la ville, et a été le plus haut du monde entre 1931 et 1972. En 2014, le One World Trade Center le dépasse, mais, malgré ses 541 mètres de haut, il ne pourra prétendre au titre de plus haut gratte-ciel mondial. La ville possède plusieurs gratte-ciel de bureaux conçus dans le but de respecter l'environnement, comme la Hearst Tower ou le nouveau 7 World Trade Center : ce sont des green buildings.
Outre les monuments nationaux dont la statue de la Liberté et les National Historic Landmark comme l'Empire State Building, Manhattan compte une centaine de lieux protégés, répartis entre différentes catégories (Manhattan Historic Districts, Manhattan Interior Landmarks et Manhattan Individual Landmarks) par la New York City Landmarks Preservation Commission. Ils composent la majorité des édifices protégés de la ville. Manhattan comprend de nombreux hôtels, dont les célèbres Plaza Hotel et Waldorf-Astoria.

### Arts

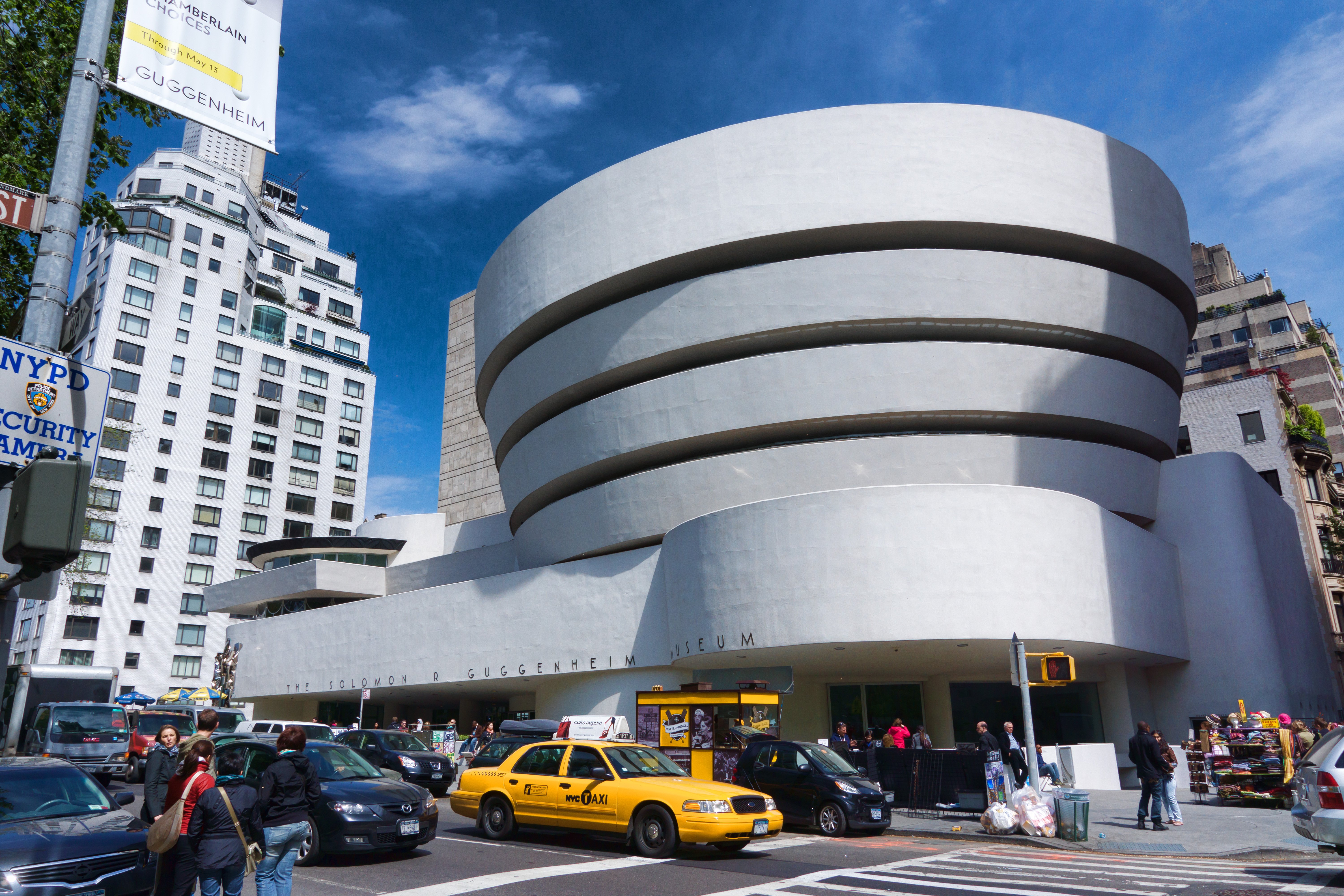
Le musée Guggenheim.

Le Metropolitan Museum of Art, le Museum of Modern Art (MoMA), le Whitney Museum of American Art et le musée Solomon R. Guggenheim abritent des collections artistiques qui comptent parmi les plus vastes et riches au monde. Le borough compte la plupart des musées principaux de New York ainsi que des musées moins connus comme le Chelsea Art Museum. Le quartier de Chelsea est connu pour ses galeries d'art (on en recense plus de deux cents) consacrées à l'art moderne, qui font connaître les nouveaux artistes, ainsi que pour les évènements culturels qui s'y déroulent.
La section de Broadway située près de Times Square accueille de nombreux théâtres réputés où sont jouées comédies musicales et pièces de théâtre célèbres. Le Lincoln Center accueille le Metropolitan Opera, une des plus importantes salles d'opéra du monde.

### Media
The New York Times, le New York Daily News et le New York Post ont leurs sièges sociaux dans l'arrondissement, de même que le plus grand journal financier, le Wall Street Journal. AM New York, The Greenwich Village Gazette et The Villager sont les autres quotidiens principaux. The Village Voice est le principal journal hebdomadaire de Manhattan.
Le secteur de la télévision est un employeur important dans le district, qui accueille les sièges sociaux des cinq groupes majeurs, ABC, CBS, FOX, NBC, The CW. De nombreuses chaînes y sont également basées, comme MTV, Fox News, HBO et Comedy Central.

### Éducation et bibliothèques

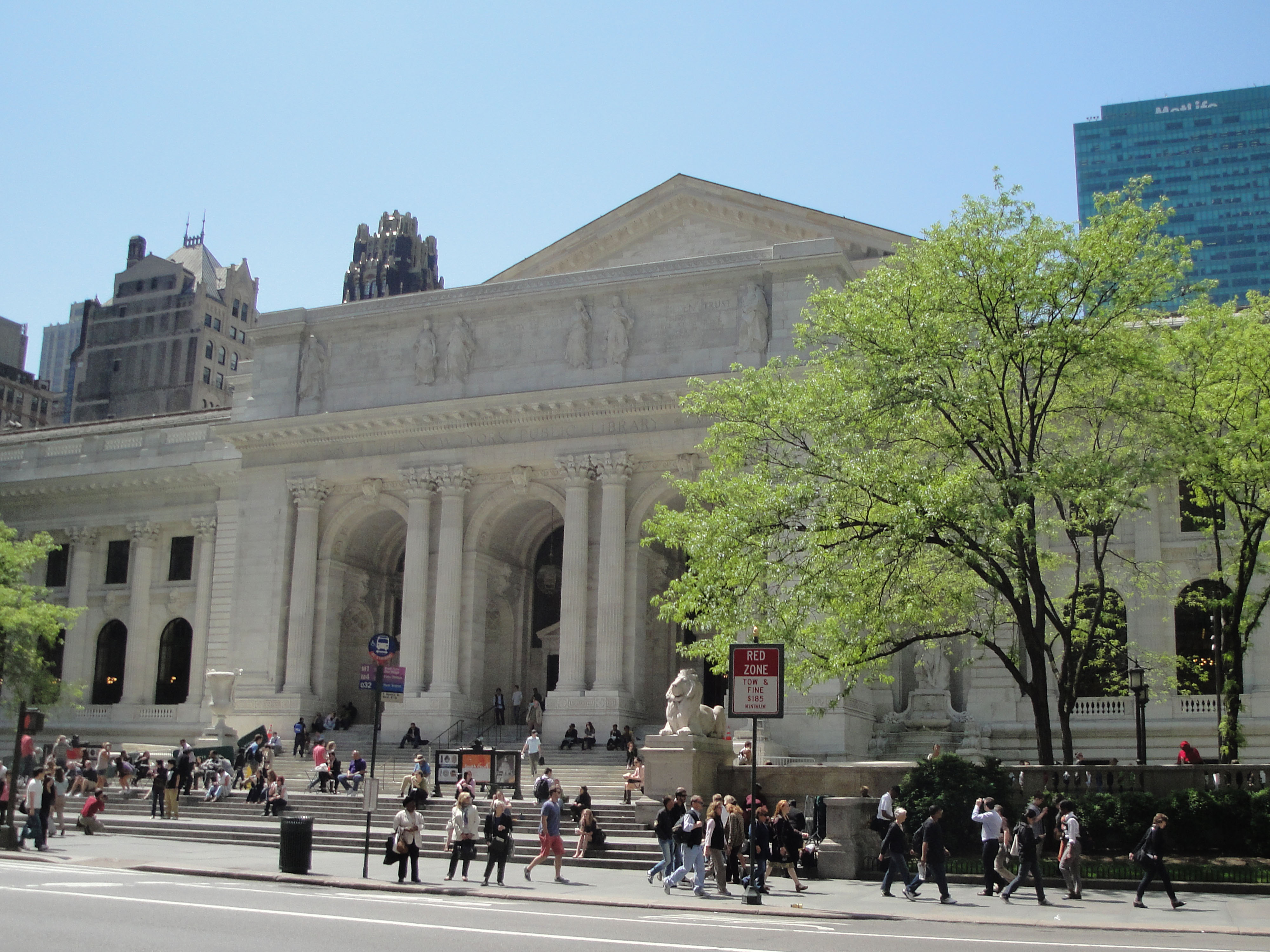
Bâtiment principal de la New York Public Library.

Le département de l'Éducation de la ville de New York (New York City Department of Education), le plus grand système d'écoles publiques des États-Unis, dirige les établissements publics dans l'arrondissement. Manhattan compte de nombreux établissements secondaires célèbres, comme la Stuyvesant High School, la Fiorello H. LaGuardia High School of Music & Art and Performing Arts, la High School of Fashion Industries, la Murry Bergtraum High School, le Manhattan Center for Science and Mathematics, la Hunter College High School et la Bard High School Early College. Certains de ces établissements prestigieux sont spécialisés dans différents domaines ou proposent des cursus spéciaux.
Manhattan accueille plusieurs universités réputées, comme l'université Columbia qui fait partie de la célèbre Ivy League, l'université de New York (NYU), l'université Rockefeller, un campus de l'université Fordham, le City College of New York ainsi que l'université de la ville de New York (CUNY). L'arrondissement est l'un des centres mondiaux de la recherche en médecine et dans les sciences de la vie.
En 2003, 52,3 % des habitants de plus de vingt-cinq ans avaient un bachelor. C'est le cinquième plus haut taux de tous les comtés du pays. L'arrondissement est l'une des concentrations de personnes hautement éduquées la plus dense du pays, avec environ 60 % de personnes diplômées, dont 25 % avec des diplômes avancés.
Manhattan est servie par la New York Public Library, le plus important système de bibliothèques du pays, qui y possède 35 bibliothèques. Les cinq branches de la Central Library, à savoir la Mid-Manhattan Library, la Donnell Library Center, la New York Public Library for the Performing Arts, la Andrew Heiskell Braille and Talking Book Library et la Science, Industry and Business Library, sont toutes situées à Manhattan.

### Parcs et équipement sportif

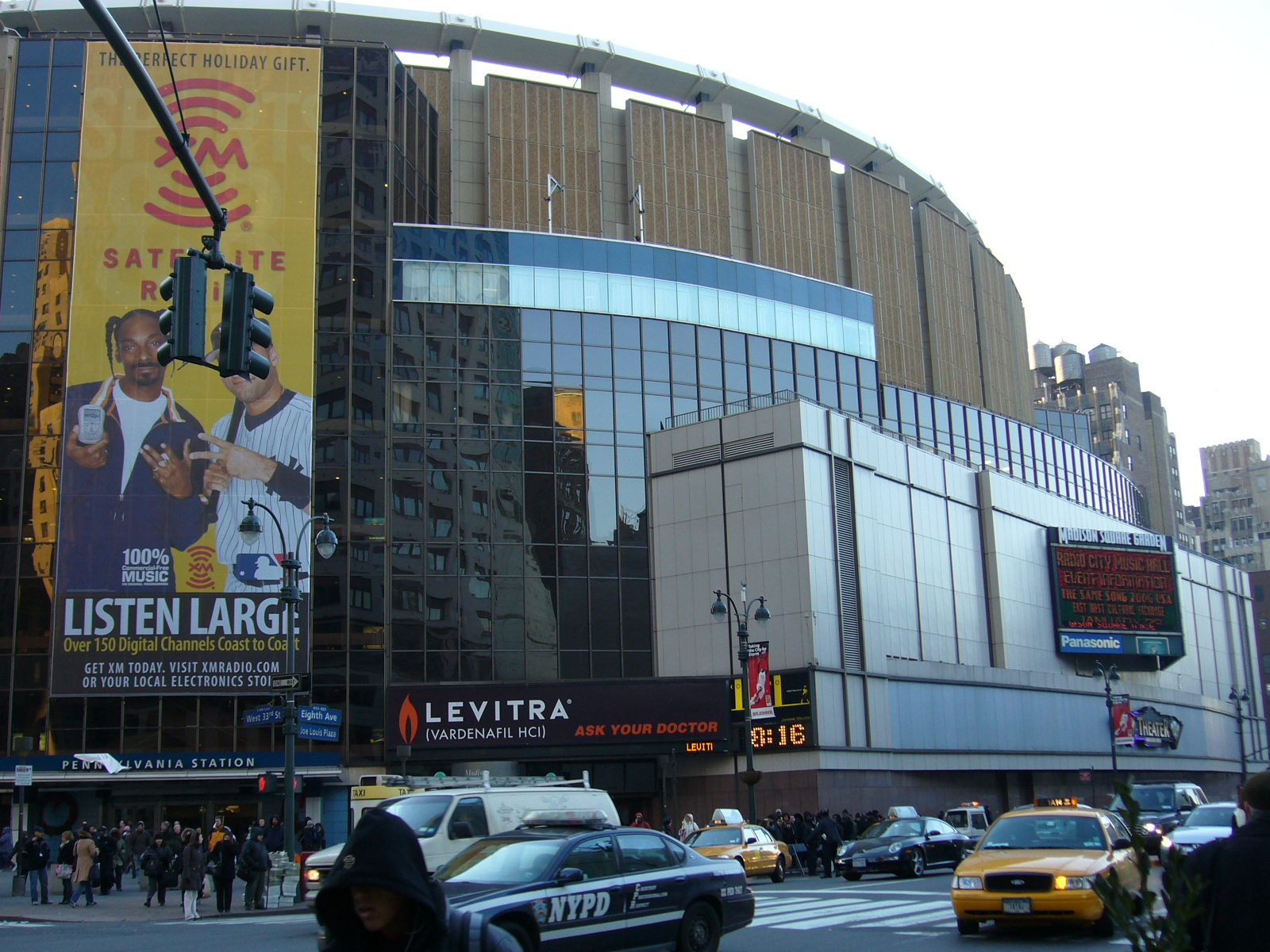
Madison Square Garden.

Les espaces verts représentent 17,8 % du territoire de l'arrondissement, soit 10,9 km2. Le plus célèbre parc de New York, Central Park, est situé à Manhattan. Il représente 30 % de la superficie de ces espaces verts, qui comprennent 204 aires de jeu, 251 « rues vertes », 371 terrains de basket-ball et de nombreux autres équipements. La place de Bowling Green constitue le plus ancien parc de Manhattan. Les autres parcs célèbres de l'arrondissement sont Washington Square Park, Union Square, le Tompkins Square Park, Battery Park.
Les franchises Knicks de New York (NBA) et Rangers de New York (Ligue nationale de hockey) sont basées à Manhattan. Madison Square Garden est la seule salle polyvalente professionnelle de Manhattan.

## Administration
| Élection | Démocrates | Démocrates | Républicains | Républicains |
| Élection | %          | Voix       | %            | Voix         |
| -------- | ---------- | ---------- | ------------ | ------------ |
| 1960     | 65,3       | 414 902    | 34,2         | 217 271      |
| 1964     | 80,5       | 503 848    | 19,2         | 120 125      |
| 1968     | 70,0       | 370 806    | 25,6         | 135 458      |
| 1972     | 66,2       | 354 326    | 33,4         | 178 515      |
| 1976     | 73,2       | 337 438    | 25,5         | 117 702      |
| 1980     | 62,4       | 275 742    | 26,2         | 115 911      |
| 1984     | 72,1       | 379 521    | 27,4         | 144 281      |
| 1988     | 76,1       | 385 675    | 22,9         | 115 927      |
| 1992     | 78,2       | 416 142    | 15,9         | 84 501       |
| 1996     | 80,0       | 394 131    | 13,8         | 67 839       |
| 2000     | 79,8       | 449 300    | 14,2         | 79 921       |
| 2004     | 82,1       | 526 765    | 16,7         | 107 405      |
| 2008     | 85,0       | 490 634    | 14,0         | 79 448       |
| 2012     | 83,7       | 500 159    | 14,9         | 89 119       |
| 2016     | 86,6       | 579 013    | 9,7          | 64 929       |

Manhattan est l'un des cinq arrondissements (borough) de la ville de New York. L'administration municipale de New York est divisée en branches exécutive et législative. Le maire de New York (Mayor of New York) est le chef du pouvoir exécutif tandis que le conseil municipal de New York (New York City Council) représente le pouvoir législatif.
Chacun des cinq arrondissements qui compose la ville est représenté par un Borough President. Il s'agit d'un poste représentatif aux pouvoirs très limités, qui consiste essentiellement à conseiller le maire à propos du budget et des problèmes relatifs à un arrondissement en particulier.
Le Borough President actuel de Manhattan est Mark Levine, un démocrate élu en 2021. Depuis 2022, Alvin Bragg, un démocrate, est le district attorney (procureur) du comté de New York.
Manhattan est représenté par dix conseillers municipaux. Il est divisé en douze secteurs communautaires (Community districts) représentés chacun par un Community Board composé de cinquante membres bénévoles. Ces derniers représentent les habitants et peuvent présenter des requêtes à l'administration, mais disposent uniquement d'un pouvoir consultatif.

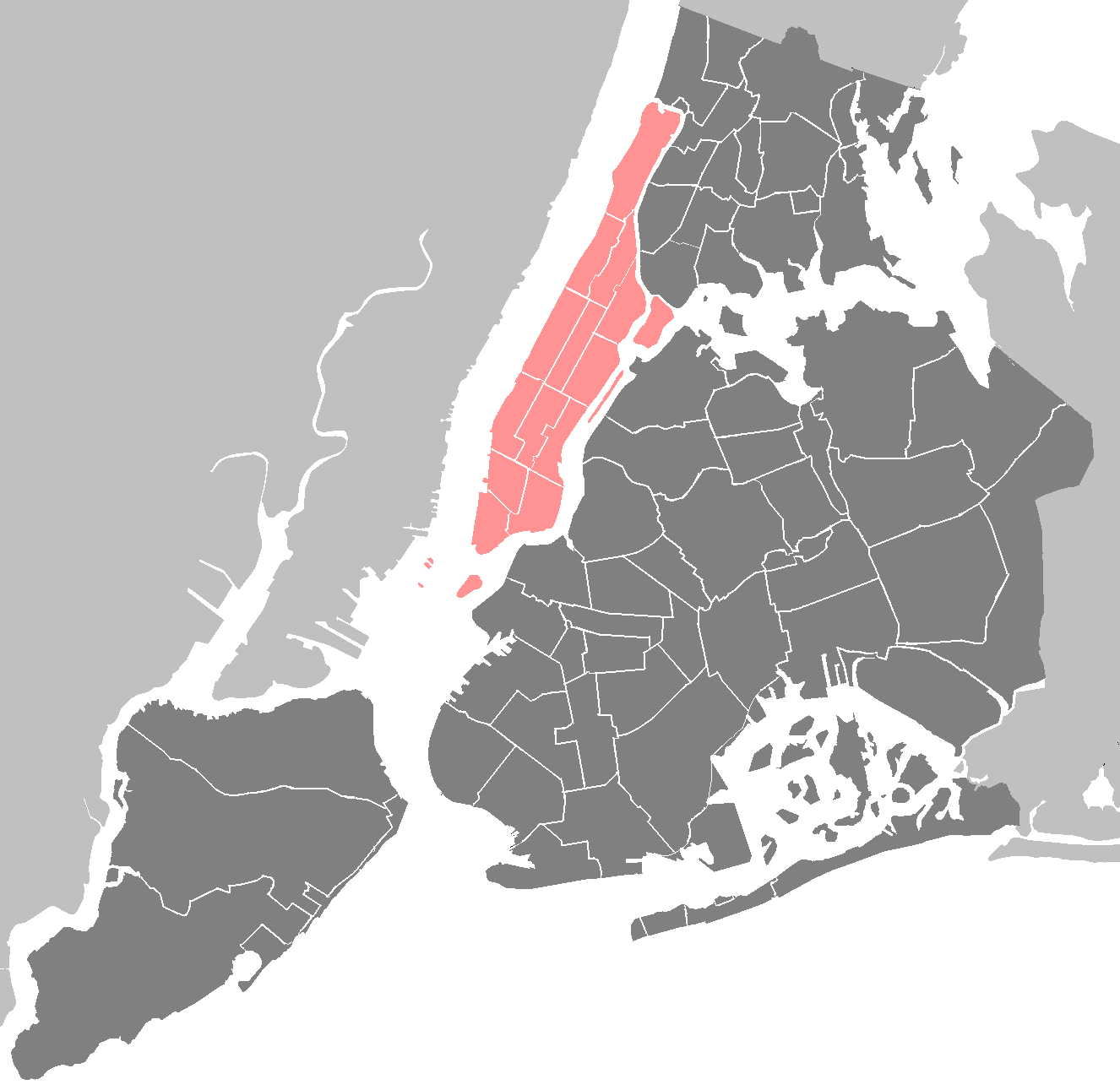
Les 12 Community Boards de Manhattan (en rose)

C'est à Manhattan que se trouve l'hôtel de ville de New York (New York City Hall), le siège du gouvernement de New York qui comprend les bureaux du maire de la ville (Mayor) et du conseil municipal de New York (New York City Council). Le Manhattan Municipal Building, achevé en 1916, constitue l'un des plus grands bâtiments administratifs du monde. De nombreux services municipaux y ont leurs bureaux. Manhattan accueille un grand nombre de délégations étrangères, avec 105 consulats, consulats généraux et honoraires, du fait de la présence du siège des Nations unies dans la ville.
Le Parti démocrate détient la totalité des postes de l'arrondissement. 85 % des électeurs enregistrés dans un parti sont démocrates, les républicains représentent donc une minorité : ils ne représentent plus de 20 % des électeurs enregistrés que dans l'Upper East Side et le Financial District.[réf. nécessaire] Aucun républicain n'a été choisi par les habitants de l'arrondissement dans le cadre d'une élection présidentielle depuis 1924. Lors de l'élection de 2004, le démocrate John Kerry a reçu 82,1 % des voix et son adversaire George W. Bush en a obtenu 16,7 %. L'arrondissement est la plus importante source de fonds pour les campagnes présidentielles américaines. Il comptait en 2004 six des sept codes ZIP contribuant le plus au financement politique.

## Criminalité

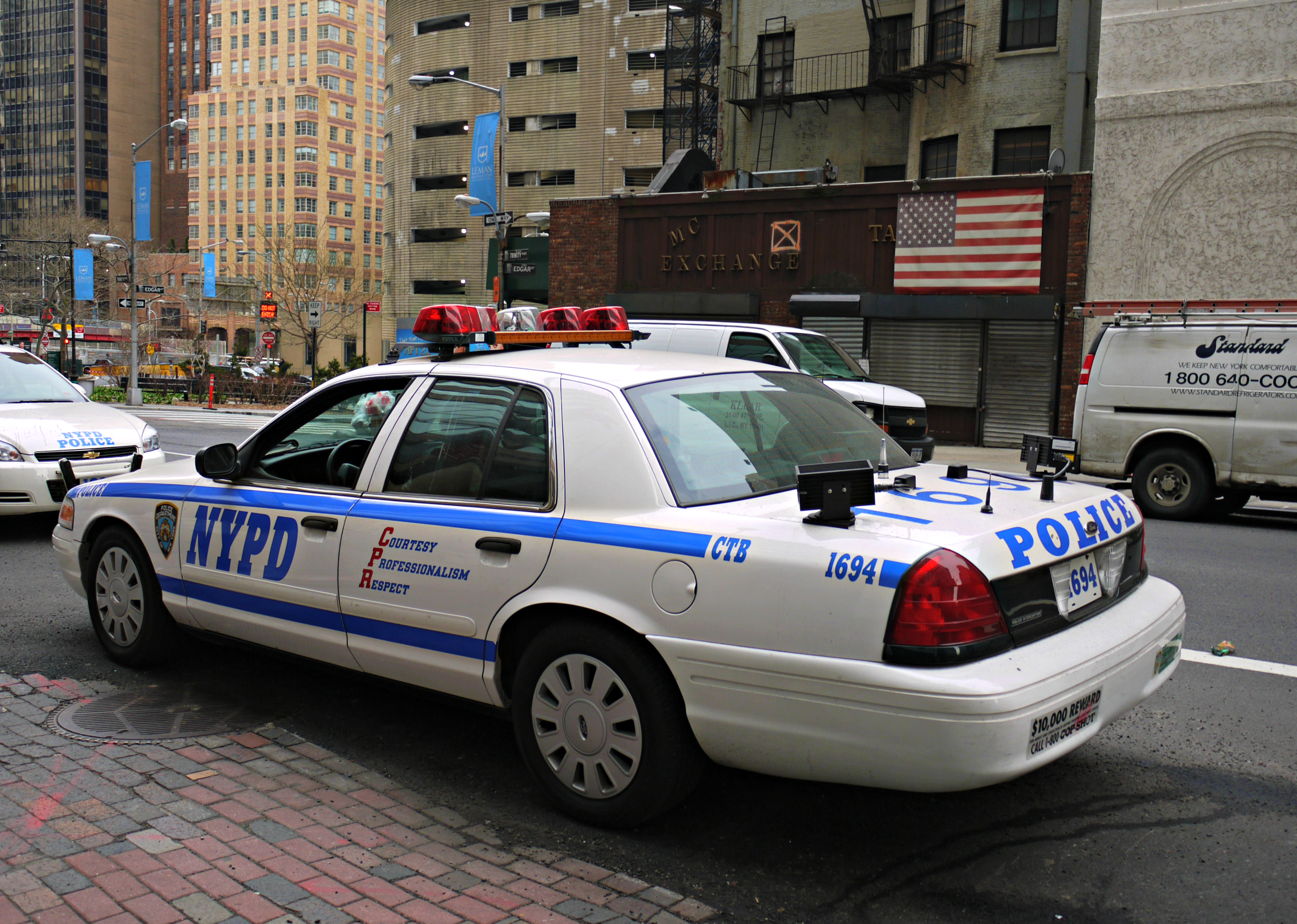
Une Ford Crown Victoria Police Interceptor du NYPD.

Au XIXe siècle, la plupart des immigrants finissaient par connaître la misère des quartiers mal famés de l'arrondissement, dont celui de Five Points, situé entre Broadway et Bowery, au nord-est de l’Hôtel de ville de NewYork (New York City Hall). En 1842, Charles Dickens visita cette partie de Manhattan et fut consterné par les effroyables conditions de vie de ses habitants, marquées par l'insalubrité, les maladies, les établissements douteux et le crime. Des organisations criminelles comme Five Points Gang y virent le jour à la fin du siècle. La Cosa nostra (Mafia sicilienne) s'y installa avec l'apparition des Cinq familles de New York. Parmi les gangsters du début du XXe siècle qui agirent à Manhattan, on peut citer Lucky Luciano, Al Capone — qui y commença son activité criminelle — et Meyer Lansky.
Après une importante hausse dans les  années 1960 et 1970, la criminalité baissa dans l'arrondissement et dans la ville de New York tout entière à partir des années 1990, grâce à la politique du maire Rudy Giuliani, mise en œuvre par William Bratton. De cinq cent trois meurtres à Manhattan en 1990, on en comptait cent onze en 2006, ce qui représente une baisse d'environ 78 %. Le vol a également baissé de plus de 80 %, et le vol de voiture de plus de 90 %. En général les statistiques du CompStat (en) montrent une diminution dépassant 75 % dans les sept catégories de crimes principales, et les statistiques annuelles jusqu'en mai 2007 montrent que la tendance est toujours à la baisse,.

## Transport
Les transports en commun prédominent dans l'arrondissement : selon le recensement de 2000, plus de 75 % des habitants de l'île ne possèdent pas de voitures. Seuls 18 % des habitants conduisent pour se rendre au travail. Le métro de New York est le moyen de transport le plus utilisé.

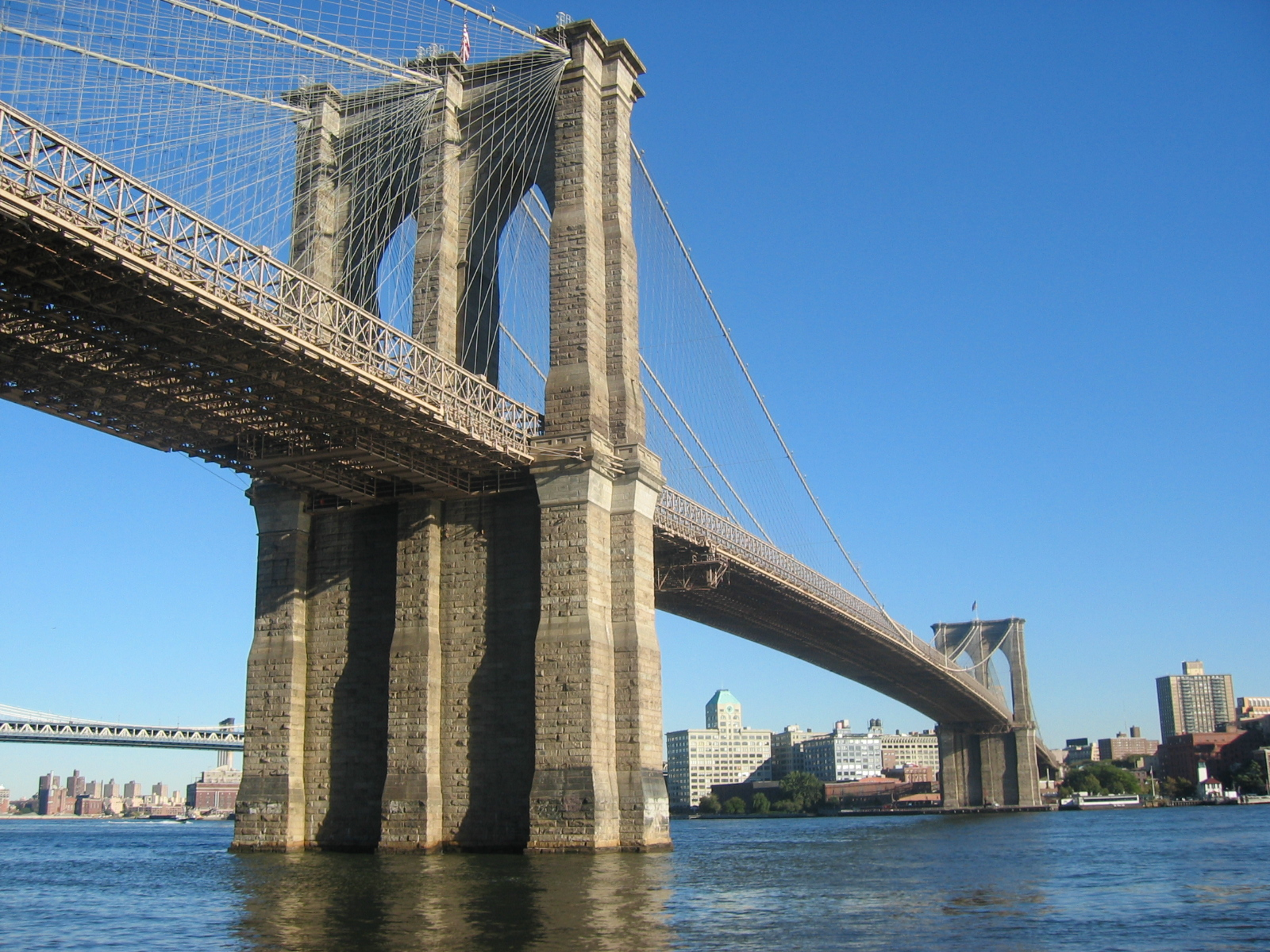
Le pont de Brooklyn.

En 2007, le maire, Michael Bloomberg, a proposé la création d'un système de péage urbain visant à améliorer la qualité de l'air et le trafic, sur le modèle de celui de Londres. Les fonds récoltés seraient utilisés pour l'amélioration des infrastructures de transport en commun. New York serait alors la première grande ville du pays à imposer un tel système de tarification. Le plan a cependant été refusé par la législature de l'État. Toutefois, la montée du prix du carburant a contribué à faire diminuer le trafic à Manhattan, que ce soit dans les rues ou dans les ponts et les tunnels conduisant aux autres arrondissements ; en contrepartie, comme le train et les transports en commun sont de plus en plus utilisés pour rejoindre le centre-ville, ils sont sensiblement plus bondés qu'auparavant.
Manhattan est reliée par des ponts et des tunnels à l'État du New Jersey à l’ouest, au Bronx au nord-est, à Queens et à Brooklyn à l’est et au sud. Les principaux ouvrages sont le pont de Manhattan, le pont de Brooklyn, le pont de Queensboro, le pont George-Washington, le Holland Tunnel et le Lincoln Tunnel. Le Roosevelt Island Tramway, l'unique téléphérique urbain d'Amérique du Nord, relie Manhattan à Roosevelt Island depuis 1978. Le trajet dure moins de cinq minutes.
La Grand Central Terminal et Pennsylvania Station sont les principales gares de Manhattan, mais aussi les plus fréquentées du pays. L'île est également servie par plusieurs autoroutes. Manhattan ne possède pas d'aéroport, néanmoins le Downtown Manhattan Heliport, un héliport public, offre des liaisons avec l'aéroport international de New York - John-F.-Kennedy, situé dans le Queens, et l'aéroport international Liberty dans l'État voisin du New Jersey.

## Dans la culture populaire
- La ville de Gotham City, dans la franchise Batman, est fortement inspirée de Manhattan.
- Le film Manhattan de Woody Allen (1979) comporte une scène d'ouverture où défilent des vues du quartier.
- Manhattan apparaît dans les jeux vidéo Grand Theft Auto III, Advance et Liberty City Stories sous le nom de Staunton Island (Univers 3D) ainsi que Grand Theft Auto IV et Grand Theft Auto: Chinatown Wars sous le nom de Algonquin. (Univers HD)
- Manhattan apparaît dans le manga et l'animé Banana Fish: l'entièreté de l'histoire se passe dans Manhattan ainsi qu'à Cape Cod .

## Panoramas

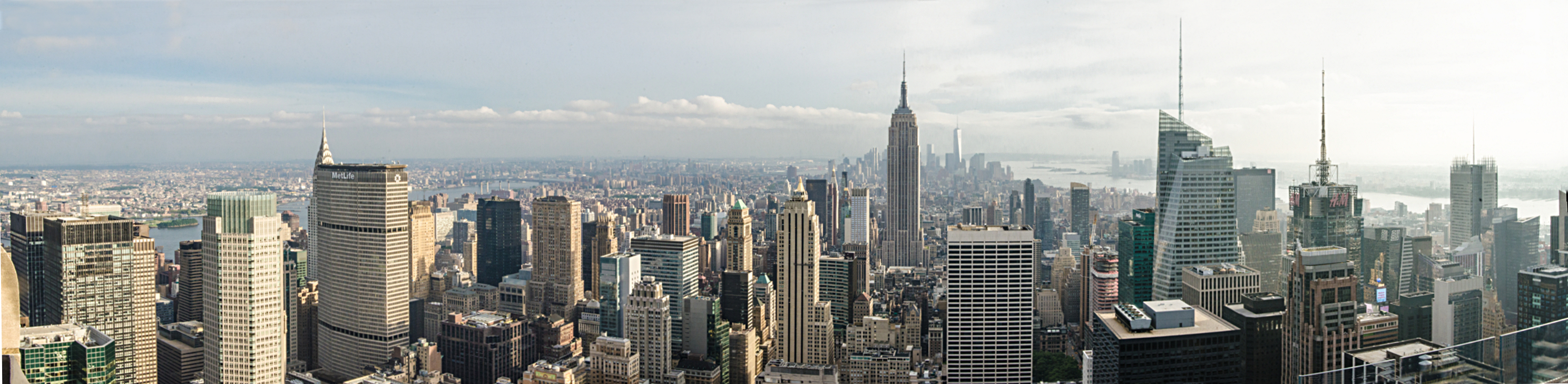
Vue panoramique du quartier de Midtown avec l'Empire State Building au centre depuis l'observatoire du Comcast Building.

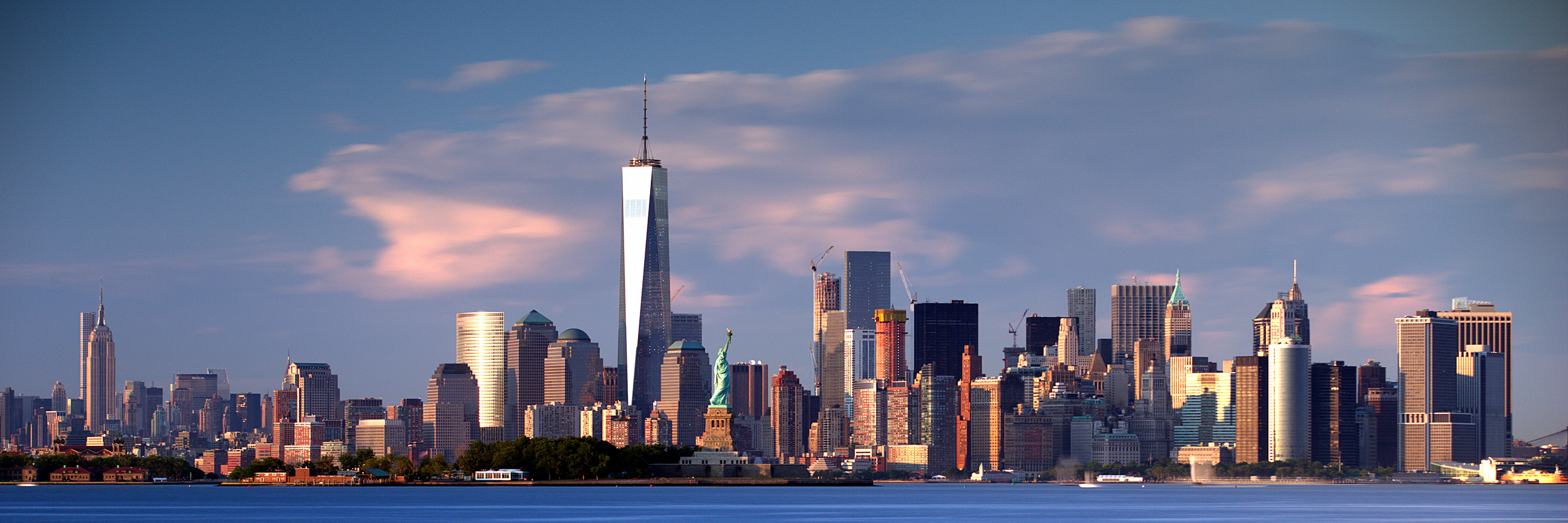
Vue de Manhattan dominée par le One World Trade Center, avec la statue de la Liberté dans la baie de New York.

Vue sur le quartier de Financial District dans le Lower Manhattan depuis la promenade sur les berges de Brooklyn.